# 8 stycznia
8 stycznia jest 8. dniem w kalendarzu gregoriańskim. Do końca roku pozostało 357 (w latach przestępnych 358) dni.

## Święta
- Imieniny obchodzą: Albert, Apolinary, Erhard, Heladia, Heladiusz, Laurencjusz, Laurenty, Maksym, Mroczysław, Mścisław, Seweryn, Teofil i Wawrzyniec.
- Mariany Północne – Dzień Wspólnoty Narodów.
- Monako – Święto Niepodległości
- Wspomnienia i święta w Kościele katolickim[1][2] obchodzą:
  - św. Apolinary z Hierapolis (Ojciec Kościoła)
  - św. Erhard z Ratyzbony (biskup)
  - bł. Eurozja Fabris Barban (tercjarka franciszkańska)
  - św. Domnika (Po-święto Teofanii w Kościele neounickim)[3]
  - św. Jerzy Chozebita (Po-święto Teofanii w Kościele neounickim)[3]
  - św. Piotr Tomasz z Gaskonii (zm. 1366, biskup Patti i Lipari, Corony, od 1363 arcybiskup Candii oraz patriarcha tytularny Konstantynopola)
  - św. Seweryn z Noricum (mnich i patron Austrii)
  - św. Wawrzyniec Iustiniani (pierwszy patriarcha Wenecji)
  - św. Wulsyn (opat i biskup)

## Wydarzenia w Polsce
- 1549 – Kozienice otrzymały prawa miejskie.
- 1648 – Podskarbi wielki koronny Bogusław Leszczyński wraz ze stryjem kanclerzem wielkim koronnym Janem Leszczyńskim założyli jurydykę Leszno, której główną ulicą była ulica Leszno, a tereny jej ciągnęły się od obecnej ulicy Żelaznej do gen. Andersa i placu Bankowego w Warszawie.
- 1660:
  - II wojna północna: oboźny litewski Michał Kazimierz Pac zdobył po oblężeniu Mitawę w Kurlandii.
  - IV wojna polsko-rosyjska: wojska rosyjskie pod wodzą Iwana Chowańskiego zdobyły i spaliły Białą Podlaską.
- 1745 – W Warszawie podpisano międzynarodowy traktat sojuszniczy skierowany przeciwko Prusom.
- 1760 – Książę kurlandzko-semigalski Karol Krystian Wettyn złożył w Warszawie hołd lenny królowi Augustowi III Sasowi.
- 1818 – Wilamowice otrzymały prawa miejskie.
- 1919 – Naczelna Rada Ludowa objęła władzę na terenach odbitych Niemcom podczas powstania wielkopolskiego.
- 1922 – Odbyły się wybory do Sejmu Litwy Środkowej.
- 1932 – Dokonano oblotu samolotu pasażerskiego PZL.4.
- 1938 – W Białej Krakowskiej aresztowano jednego z najgroźniejszych polskich przestępców międzywojennych Nikifora Maruszeczkę.
- 1939 – Pilot szybowcowy Tadeusz Góra został odznaczony przez Międzynarodową Federację Lotniczą Medalem Lilienthala.
- 1944 – Oddział Kedywu KG AK dokonał w Aninie nieudanego zamachu na gubernatora dystryktu warszawskiego Ludwiga Fischera. W czasie akcji rannych zostało 9 członków jego konwoju.
- 1947:
  - Premiera pierwszego polskiego powojennego filmu fabularnego Zakazane piosenki w reżyserii Leonarda Buczkowskiego.
  - Przed Sądem Okręgowym w Gdańsku rozpoczął się drugi proces załogi Stutthofu.
- 1951 – Sejm Ustawodawczy przyjął ustawę o nacjonalizacji aptek.
- 1950 – Późniejszy marszałek Sejmu RP Wiesław Chrzanowski został skazany w procesie politycznym na 8 lat pozbawienia wolności.
- 1965 – Melchior Wańkowicz, mający do odbycia 1,5-roczną karę pozbawienia wolności za współpracę z Radiem Wolna Europa, spotkał się z Władysławem Gomułką.
- 1967 – Na dworcu Wrocław Główny zginął w wypadku Zbigniew Cybulski.
- 1971 – Premiera filmu sensacyjnego Południk zero w reżyserii Waldemara Podgórskiego.
- 1991 – W Babieńcu koło Kętrzyna 42-letni recydywista Eugeniusz Mazur zamordował 4 osoby, w tym 3-letnią dziewczynkę.
- 1993 – Sejm RP przyjął ustawę o podatku od towarów i usług oraz o podatku akcyzowym.
- 1995 – Odbył się 3. Finał Wielkiej Orkiestry Świątecznej Pomocy.
- 1999 – Premiera komedii sensacyjnej Kiler-ów 2-óch w reżyserii Juliusza Machulskiego.
- 2006 – Odbył się 14. Finał Wielkiej Orkiestry Świątecznej Pomocy.
- 2012 – Odbył się 20. Finał Wielkiej Orkiestry Świątecznej Pomocy.

## Wydarzenia na świecie

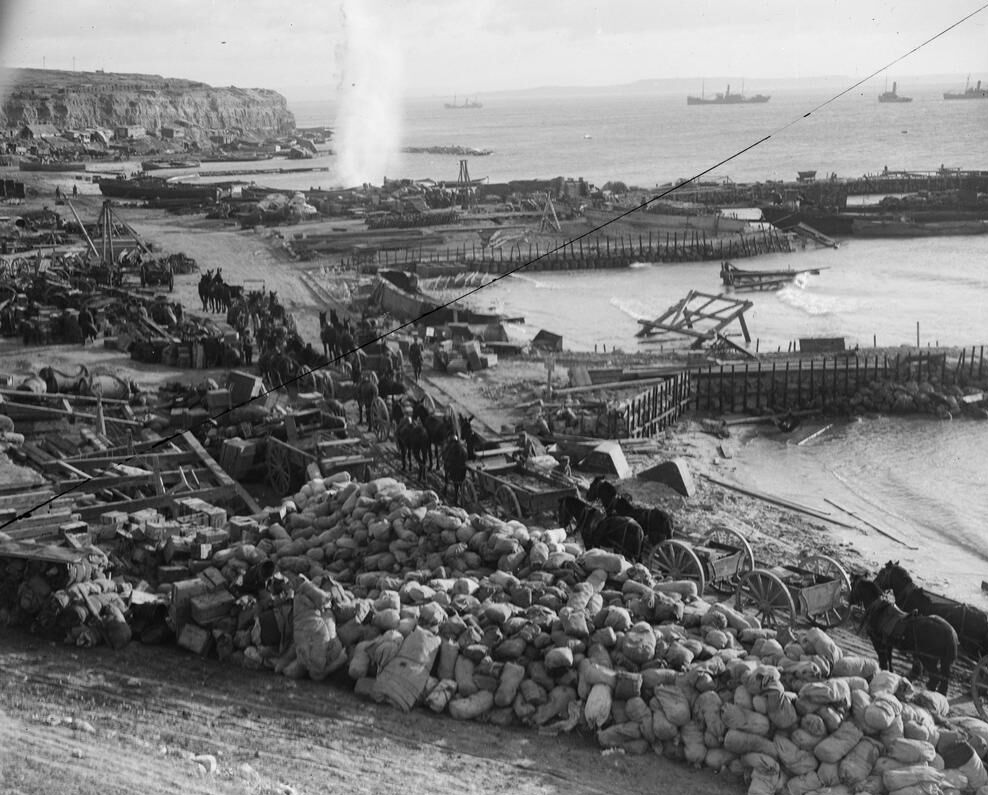
Plaże Galipoli tuż przed ewakuacją aliantów (1916)

- 871 – Król Wesseksu Alfred Wielki pokonał Duńczyków w bitwie pod Ashdown(inne języki).
- 1107 – Aleksander I został królem Szkocji[potrzebny przypis].
- 1198 – Kardynał Lotario de’ Conti di Segni został wybrany na papieża i przybrał imię Innocenty III.
- 1297 – Franciszek Grimaldi wraz ze wspólnikami dostał się podstępem do zajmowanego przez Genueńczyków Monako i po wymordowaniu załogi ogłosił się jego pierwszym władcą.
- 1332 – Manuel II Wielki Komnen został cesarzem Trapezuntu.
- 1422 – II krucjata antyhusycka: zwycięstwo husytów w bitwie pod Habrem.
- 1455 – Papież Mikołaj V ogłosił bullę Romanus Pontifex(inne języki), w której przyznawał królowi portugalskiemu Alfonsowi V Afrykańczykowi, jego sukcesorom i infantowi Henrykowi prawo podboju nowych terenów w Afryce, walki z niewiernymi i monopol na handel, a tym którzy by Portugalczykom utrudniali ich dzieło groził ekskomuniką.
- 1488 – Utworzono Królewską Holenderską Marynarkę Wojenną.
- 1499 – Król Francji Ludwik XII ożenił się ze swoją drugą żoną księżną Anną Bretońską.
- 1547 – Na Małej Litwie ukazała się pierwsza drukowana litewska książka – Katechizm Martynasa Mažvydasa.
- 1602 – Wojna osiemdziesięcioletnia: podczas oblężenia Ostendy Hiszpanie przeprowadzili nieudany szturm na twierdzę, tracąc ok. 2 tys. zabitych (7-8 stycznia).
- 1634 – W Barcelonie został publicznie powieszony kataloński rozbójnik Joan Sala i Ferrer.
- 1676 – Wojna Francji z koalicją hiszpańsko-austriacko-lotaryńską: zwycięstwo floty francuskiej nad holenderską w bitwie pod Stromboli.
- 1697 – W Edynburgu wykonano wyrok śmierci przez powieszenie na skazanym za bluźnierstwo studencie teologii Thomasie Aikenheadzie.
- 1705 – W Theather am Gänsemarkt w Hamburgu odbyła się premiera opery Almira Georga Friedricha Händla.
- 1735 – W Londynie odbyła się premiera opery Ariodante Georga Friedricha Händla.
- 1780 – W trzęsieniu ziemi o sile 7,7 stopnia w skali Richtera z epicentrum w okolicy miasta Tebriz w północno-zachodnim Iranie zginęło ponad 80 tys. osób.
- 1800 – We Francji odnaleziono wychowywanego przez dzikie zwierzęta chłopca z Aveyron.
- 1801 – Na mocy ukazu cara Pawła I Romanowa Rosja anektowała wasalne wschodniogruzińskie królestwa Kartlii i Kachetii, w miejsce których powstała gubernia gruzińska.
- 1806 – Powstała brytyjska Kolonia Przylądkowa w południowej Afryce.
- 1807 – Francuzi zlikwidowali trybunał inkwizycyjny w Zadarze.
- 1811 – W regionie German Coast w Luizjanie wybuchło największe w historii USA powstanie niewolników pod wodzą Charlesa Deslondesa.
- 1815 – Wojna brytyjsko-amerykańska: zwycięstwo wojsk amerykańskich w bitwie pod Nowym Orleanem.
- 1821 – W Wielkiej Brytanii ukazała się powieść Kenilworth Waltera Scotta.
- 1835 – Rząd prezydenta Andrew Jacksona jako jedyny w historii spłacił ostatnią ratę amerykańskiego długu publicznego.
- 1842 – Założono Uniwersytet Technologiczny w holenderskim Delfcie.
- 1845 – Coronado Chávez(inne języki) został prezydentem Hondurasu.
- 1851 – Jean Foucault przeprowadził swój pierwszy eksperyment z wahadłem nazwanym później jego nazwiskiem[potrzebny przypis].
- 1854 – Wojna krymska: stoczono bitwę pod Nigojti.
- 1863 – Wojna secesyjna: zwycięstwo wojsk Unii w II bitwie pod Springfield(inne języki) w stanie Missouri.
- 1867 – Czarnoskórzy mężczyźni uzyskali prawa wyborcze w Dystrykcie Kolumbii.
- 1873 – Lunalilo I został królem Hawajów.
- 1877 – Wojna o Black Hills: zwycięstwo armii amerykańskiej nad Indianami w bitwie pod Wolf Mountain.
- 1879 – II wojna brytyjsko-afgańska: wojska brytyjskie zdobyły Kandahar.
- 1894 – Francuski astronom Auguste Charlois odkrył planetoidy: (379) Huenna i (380) Fiducia.
- 1901 – W pożarze sierocińca w Rochester w stanie Nowy Jork zginęło 28 osób, w tym 25 dzieci.
- 1909 – Założono luksemburski klub piłkarski CS Grevenmacher.
- 1910 – W Wiedniu odbyła się premiera operetki Cygańska miłość Ferenca Lehára.
- 1912 – Założono Południowoafrykański Ojczysty Kongres Narodowy (w 1923 roku przemianowany na Afrykański Kongres Narodowy).
- 1916:
  - I wojna światowa: ostatni żołnierze alianccy wycofali się spod Gallipoli.
  - Zwodowano brytyjski krążownik liniowy HMS „Repulse”.
- 1918 – Prezydent USA Woodrow Wilson przedstawił swój czternastopunktowy plan pokojowy, z których trzynasty mówił o utworzeniu niepodległego państwa polskiego.
- 1920:
  - Wojna domowa w Rosji: Armia Czerwona wkroczyła do Krasnojarska.
  - Założono Czechosłowacki Kościół Husycki.
- 1926:
  - Bảo Đại został ostatnim cesarzem Wietnamu.
  - Została zawarta unia między Królestwem Hidżazu a Sułtanatem Nadżdu(inne języki), przekształcona w 1932 w Arabię Saudyjską.
- 1929 – W Kijowie odbyła się premiera niemego filmu dokumentalnego Człowiek z kamerą w reżyserii Dzigi Wiertowa.
- 1930 – Przyszły król Włoch Humbert II poślubił w Rzymie księżniczkę belgijską Marię Józefę.
- 1931 – Otwarto Port lotniczy Piarco pod Port-of-Spain (Trynidad i Tobago).
- 1932 – Koreańczyk Lee Bong-chang(inne języki) przeprowadził w Tokio nieudany zamach na życie cesarza Japonii Hirohito.
- 1938 – Hiszpańska wojna domowa: wojska republikańskie zdobyły Teruel.
- 1939 – Na antenie CBS Radio(inne języki) wyemitowano premierowy odcinek cotygodniowych antologii radiowych Screen Guild Players z udziałem hollywoodzkich gwiazd filmowych, dokonujących adaptacji znanych sztuk i filmów.
- 1940:
  - W Bell Labs w USA zbudowano maszynę liczącą Complex Number Calculator.
  - Wojna radziecko-fińska: zwycięstwo wojsk fińskich w bitwie pod Suomussalmi.
  - W Wielkiej Brytanii wprowadzono reglamentację masła, słoniny, szynki i cukru.
- 1941 – Został sformowany 315 Dywizjon Myśliwski „Dębliński”.
- 1942 – Front wschodni: rozpoczęła się kontrofensywa Armii Czerwonej przeciwko niemieckiej Grupie Armii „Środek”.
- 1944 – Dokonano oblotu amerykańskiego myśliwca odrzutowego Lockheed F-80 Shooting Star.
- 1949 – W Moskwie zakończyła się trzydniowa konferencja na której utworzono Radę Wzajemnej Pomocy Gospodarczej.
- 1950 – Przyszły pierwszy prezydent Ghany Kwame Nkrumah zainicjował kampanię „pozytywnego działania”, obejmującą pokojowe protesty i strajki wymierzone w brytyjską administrację kolonialną na Złotym Wybrzeżu.
- 1952 – Przyjęto konstytucję Jordanii.
- 1953 – René Mayer został premierem Francji.
- 1954 – Na Białorusi zlikwidowano obwód bobrujski, obwód baranowicki, obwód poleski z centrum w Mozyrzu, obwód piński i obwód połocki.
- 1959:
  - Charles de Gaulle został prezydentem Francji.
  - Rewolucja kubańska: oddziały Fidela Castro wkroczyły do Hawany.
- 1961 – 75% Francuzów głosujących w referendum opowiedziało się za przyznaniem niepodległości Algierii.
- 1962:
  - Instytut Literacki w Paryżu rozpoczął wydawanie Zeszytów Historycznych.
  - W wyniku zderzenia pociągów w Harmelen pod Utrechtem w Holandii zginęły 93 osoby, a 54 zostały ranne.
- 1963 – W Narodowej Galerii Sztuki w Waszyngtonie wystawiono po raz pierwszy w Ameryce obraz Leonarda da Vinci Mona Lisa.
- 1967 – Wojna wietnamska: rozpoczęła się amerykańska operacja „Cedar Falls”, skierowana przeciw tzw. „żelaznemu trójkątowi”, obszarowi położonemu na północ od Sajgonu, który był bastionem oddziałów Vietcongu.
- 1968  – Otwarto halę hokejową Pacific Coliseum w Vancouver.
- 1971 – Urugwajscy partyzanci Tupamaros uprowadzili brytyjskiego ambasadora Geoffreya Jacksona(inne języki).
- 1972 – Władze Pakistanu uwolniły bengalskiego przywódcę niepodległościowego Mujibura Rahmana.
- 1973:
  - Rozpoczął się proces 7 oskarżonych w aferze Watergate.
  - Wznowiono tajne amerykańsko-wietnamskie rozmowy pokojowe pod Paryżem.
  - Została wystrzelona radziecka sonda księżycowa Łuna 21 wraz z pojazdem Łunochod 2.
  - Z połączenia meksykańskich sieci telewizyjnych Telesistema Mexicano i Televisión Independiente de México powstała sieć Televisa.
- 1975:
  - Ella Grasso została gubernatorem Connecticut jako pierwsza w historii USA kobieta wybrana na urząd gubernatora stanowego (poprzednie trzy kobiety-gubernatorzy odziedziczyły te stanowiska po zmarłych mężach).
  - Ukazał się album Elvisa Presleya Promised Land.
- 1976 – Na spotkaniu w Kingston na Jamajce przyjęto reformę międzynarodowego systemu monetarnego (tzw. demoneteryzacja złota).
- 1977 – W moskiewskim metrze doszło do serii trzech zamachów bombowych, przeprowadzonych przez ormiańskich nacjonalistów. Zginęło 7 osób, a 37 zostało rannych.
- 1978 – W irańskim mieście Kom policja zastrzeliła kilkuset demonstrantów.
- 1979:
  - 50 osób (41 członków załogi i 9 dokerów) zginęło w wyniku eksplozji francuskiego tankowca „Bételgeuse” u wybrzeża wyspy Whiddy w południowo-zachodniej Irlandii.
  - ChRL i Dżibuti nawiązały stosunki dyplomatyczne.
- 1980 – Na Kubie utworzono Park Narodowy Turquino.
- 1982:
  - Oscar Ribas Reig został pierwszym w historii premierem Andory.
  - W 70. rocznicę utworzenia Afrykańskiego Kongresu Narodowego, będąca w budowie południowoafrykańska elektrownia jądrowa Koeberg została zaatakowana przez zbrojne ramię Kongresu Umkhonto we Sizwe, co spowodowało wielomilionowe straty i opóźniło zakończenie budowy o 18 miesięcy.
- 1984 – Brunei zostało przyjęte do Stowarzyszenia Narodów Azji Południowo-Wschodniej (ASEAN).
- 1988 – Radziecka interwencja w Afganistanie: zwycięstwo wojsk radzieckich w bitwie o wzgórze 3234 (7-8 stycznia).
- 1989:
  - Rozpoczęła się japońska epoka Heisei.
  - W trakcie pochodzenia do awaryjnego lądowania w Porcie lotniczym East Midlands rozbił się Boeing 737-400 lecący z Londynu do Belfastu, w wyniku czego zginęło 47 osób, a 79 zostało rannych.
- 1993 – Serbscy zamachowcy zastrzelili wicepremiera Bośni i Hercegowiny Hakiję Turajlicia(inne języki).
- 1996 – 237 osób zginęło, gdy samolot transportowy An-32 rozbił się na bazarze pełnym ludzi w Kinszasie.
- 1998 – Ramzi Yousef(inne języki), organizator pierwszego zamachu na WTC w 1993 roku, został skazany na dożywotnie pozbawienie wolności.
- 2002 – Premiera francuskiego filmu 8 kobiet w reżyserii François Ozona.
- 2003:
  - 21 osób zginęło, gdy samolot Beechcraft 1900D uderzył w hangar na lotnisku w Charlotte w Karolinie Północnej.
  - 75 osób, a 5 zostało rannych w katastrofie samolotu Avro RJ100 w tureckim Diyarbakır.
- 2005:
  - Płynący na maksymalnej prędkości okręt podwodny USS „San Francisco” uderzył w górę podmorską 350 mil na południe od wyspy Guam na Pacyfiku, w wyniku czego zginął jeden marynarz, a większość ze 137-osobowej załogi odniosła obrażenia.
  - W chińsko-wietnamskim incydencie w Zatoce Tonkińskiej zginęło 9 wietnamskich rybaków.
- 2007:
  - Marokańczyk Mounir al Motassadeq, zamieszany w zamachy z 11 września 2001 roku, został skazany przez sąd w Hamburgu na 15 lat pozbawienia wolności.
  - Na kongresie Amerykańskiego Towarzystwa Astronomicznego w Seattle ogłoszono odkrycie pierwszego przypadku potrójnego kwazara. Odkrycia dokonano w WM Keck Observatory na Hawajach.
- 2008 – 15-letni skaut powstrzymał uzbrojonego w nóż zamachowca, który na wyspie Hoarafushi usiłował zamordować prezydenta Malediwów Maumuna Abdula Gayuma.
- 2009 – 34 osoby zginęły w trzęsieniu ziemi w Kostaryce.
- 2010 – Na granicy między Kongo a Angolą został ostrzelany autokar, którym piłkarska reprezentacja Togo jechała na rozgrywany w Angoli turniej o Puchar Narodów Afryki. W wyniku ataku zginęły 3 osoby, a 8 zostało rannych
- 2011 – W Tucson w Arizonie szaleniec zastrzelił 6 i zranił 13 osób, w tym członkinię Izby Reprezentantów Gabrielle Giffords.
- 2015 – Zakończyła się trwająca od 3 stycznia masakra ludności w Baga i okolicznych miejscowościach w nigeryjskim stanie Borno, dokonana przez islamskich terrorystów z Boko Haram po tym, jak zajęli tamtejszą strategiczną bazę wojskową. Zginęło od 100 do 2 tysięcy osób, a ok. 10 tys. straciło dach nad głową z powodu spalenia domów przez napastników.
- 2020:
  - Iran wystrzelił 22 pociski balistyczne na amerykańskie bazy Al Asad i Irbil w północnym Iraku w odwecie za zabicie przez Amerykanów 3 stycznia w Bagdadzie generała i dowódcy sił Ghods Ghasema Solejmaniego.
  - 176 osób zginęło w wyniku zestrzelenia przez irańską obronę przeciwlotniczą w Szahrijarze koło Teheranu Boeinga 737-800, należącego do Ukraine International Airlines.

## Urodzili się
- 1037 – Su Shi, chiński poeta, prozaik, kaligraf, polityk (zm. 1101)
- 1499 – Jan z Książąt Litewskich, polski duchowny katolicki, biskup wileński i poznański, sekretarz królewski, nieślubny syn Zygmunta I Starego (zm. 1538)
- 1529 – Paweł Szczawiński, polski szlachcic, polityk (zm. ok. 1594)
- 1556:
  - Józef z Leonessy, włoski duchowny katolicki, kapucyn, misjonarz, święty (zm. 1612)
  - Kagekatsu Uesugi, japoński samuraj, daimyō (zm. 1623)
- 1587 – Johannes Fabricius, holenderski astronom (zm. ok. 1616)
- 1588 – Jan Jerzy Radziwiłł, polski ziemianin, polityk (zm. 1625)
- 1589 – Ivan Gundulić, chorwacki poeta (zm. 1638)
- 1601 – Baltasar Gracián, hiszpański duchowny katolicki, jezuita, prozaik, pisarz polityczny (zm. 1658)
- 1618 – Madeleine Béjart, francuska aktorka (zm. 1672)
- 1626 – (data chrztu) Jean Talon, francuski polityk kolonialny, intendent Nowej Francji (zm. 1694)
- 1628 – François Henri de Montmorency-Bouteville, francuski książę, dowódca wojskowy, marszałek Francji (zm. 1695)
- 1632 – Samuel von Pufendorf, niemiecki prawnik, historyk (zm. 1694)
- 1638 – Elisabetta Sirani, włoska malarka (zm. 1665)
- 1642 – Maria Anna Izabela Wazówna, królewna polska (zm. 1642)
- 1700 – Augustyn Mirys, polski malarz pochodzenia szkockiego (zm. 1790)
- 1705 – Jacques-François Blondel, francuski architekt (zm. 1774)
- 1707 – Ludwik Burbon, książę Bretanii, delfin Francji (zm. 1712)
- 1721 – Jan Fryderyk, książę Schwarzburg-Rudolstadt (zm. 1767)
- 1735 – John Carroll, amerykański duchowny katolicki, arcybiskup metropolita Baltimore (zm. 1815)
- 1740 – Tadeusz Grabianka, polski alchemik, iluminat, starosta liwski (zm. 1807)
- 1751 – Jan Franciszek Bousquet, francuski duchowny katolicki, męczennik, błogosławiony (zm. 1792)
- 1761 – Salomea z Juśkiewiczów, polska baronowa (zm. 1829)
- 1763 – Edmond-Charles Genêt, francuski dyplomata (zm. 1834)
- 1782 – Tommaso Riario Sforza, włoski kardynał (zm. 1857)
- 1788 – Rudolf Johann Habsburg, austriacki arcyksiążę, duchowny katolicki, arcybiskup ołomuniecki (zm. 1831)
- 1792 – Tomasz Paschalis Konarski, polski generał brygady kawalerii, uczestnik powstania listopadowego, emigrant (zm. 1878)
- 1793 – Ludwig Reichenbach, niemiecki botanik, ornitolog (zm. 1879)
- 1805 – Orson Hyde, amerykański mormoński przywódca religijny, polityk (zm. 1878)
- 1806 – Jean Gigoux, francuski malarz historyczny, rysownik, ilustrator, litograf (zm. 1894)
- 1808 – Alexander Neibaur, amerykański dentysta, działacz mormoński pochodzenia żydowskiego (zm. 1883)
- 1811 – Franz von Paumgarten, austriacki baron, feldmarszałek, polityk (zm. 1866)
- 1812:
  - Wasilij Botkin, rosyjski pisarz, krytyk literacki (zm. 1869)
  - Antoni Bukowski, polski działacz społeczny, uczestnik powstania listopadowego i styczniowego (zm. 1887)
  - Samuel Hambleton, amerykański polityk (zm. 1886)
  - Jan Tomasz Leszczyński, polski kapucyn, teolog, mariolog, pisarz (zm. 1895)
  - Sigismund Thalberg, austriacki pianista, kompozytor (zm. 1871)
  - Karel Zap, czeski pisarz pochodzenia niemieckiego (zm. 1871)
- 1814 – Kajetan Agopsowicz, polski ziemianin, polityk (zm. 1874)
- 1816 – Michael Krüger, niemiecki duchowny i teolog katolicki, pedagog (zm. 1902)
- 1818 – Rudolf Friedrich Kurz, szwajcarski malarz, rysownik (zm. 1871)
- 1820:
  - Julian Ankiewicz, polski architekt (zm. 1903)
  - Karol Bernstein, polski księgarz, wydawca pochodzenia żydowskiego (zm. 1890)
  - Seweryn Gołębiowski, polski historyk, biograf, pedagog (zm. 1854)
- 1821 – James Longstreet, amerykański generał konfederacki (zm. 1904)
- 1822:
  - Alfredo Piatti, włoski wiolonczelista, kompozytor (zm. 1901)
  - Jan Wjela-Radyserb, górnołużycki pisarz (zm. 1907)
- 1823 – Alfred Russel Wallace, brytyjski biolog, antropolog, geograf, podróżnik (zm. 1913)
- 1824 – Wilkie Collins, brytyjski pisarz (zm. 1889)
- 1826:
  - Gavril Dara, włoski pisarz, działacz narodowy pochodzenia albańskiego (zm. 1885)
  - Paul Louis Duroziez, francuski kardiolog (zm. 1897)
- 1830 – Hans von Bülow, niemiecki dyrygent, pianista, kompozytor (zm. 1894)
- 1831 – Victor-Lucien-Sulpice Leçot, francuski duchowny katolicki, arcybiskup Bordeaux, kardynał (zm. 1908)
- 1836 – Lawrence Alma-Tadema, brytyjski malarz pochodzenia holenderskiego (zm. 1912)
- 1837:
  - Wincenty Laskowski, polski szewc, weteran powstania styczniowego (zm. 1916)
  - Dosyteusz (Stojczew), bułgarski biskup prawosławny (zm. 1907)
- 1839:
  - Władysław Krajewski, polski lekarz, działacz konspiracyjny (zm. 1891)
  - Seweryn Lutostański, polski prawnik, sędzia (zm. 1905)
- 1840 – Wincenty Kruziński, polski kompozytor (zm. 1928)
- 1841 – Józef Tokarzewicz, polski publicysta, prozaik, tłumacz, krytyk literacki, uczestnik powstania styczniowego, emigracyjny działacz niepodległościowy (zm. 1919)
- 1843 – Frederick Abberline, brytyjski detektyw Scotland Yardu (zm. 1929)
- 1845:
  - Gyula Fényi, węgierski jezuita, naukowiec (zm. 1927)
  - Julius Eduard Teusz, niemiecki botanik, badacz Afryki, plantator (zm. 1912)
- 1848 – Jakub Jodko Narkiewicz, polski lekarz, badacz elektromagnetyzmu, fotografik (zm. 1905)
- 1849:
  - Otto Kahler, austriacki lekarz (zm. 1893)
  - Stiepan Makarow, rosyjski wiceadmirał, oceanograf, polarnik, budowniczy okrętów (zm. 1904)
- 1851 – Bernhard Proskauer, niemiecki chemik, bakteriolog, higienista (zm. 1915)
- 1854 – Samuel Liddell MacGregor Mathers, brytyjski okultysta (zm. 1918)
- 1855 – Anna Kuliscioff, rosyjska anarchistka, feministka (zm. 1925)
- 1856:
  - Maksymilian Heilpern, polski przyrodnik, pedagog, socjalista, zesłaniec pochodzenia żydowskiego (zm. 1924)
  - Fidelis Climent Sanchés, hiszpański kapucyn, męczennik, błogosławiony (zm. 1936)
- 1859 – Stepan Smal-Stocki, ukraiński slawista, historyk literatury, polityk (zm. 1938)
- 1860 – Masachika Shimose, japoński chemik, wynalazca (zm. 1911)
- 1862 – Stefan Łaszewski, polski prawnik, sędzia, działacz niepodległościowy, polityk, wojewoda pomorski (zm. 1924)
- 1863 – Paul Scheerbart, niemiecki pisarz, rysownik (zm. 1915)
- 1864:
  - Albert Wiktor, książę Clarence i Avondale (zm. 1892)
  - Julie Wolfthorn, niemiecka malarka, graficzka (zm. 1944)
- 1865 – Alina Bondy-Glassowa, polska malarka, kolekcjonerka sztuki (zm. 1935)
- 1867:
  - Emily Greene Balch, amerykańska pisarka, pacyfistka, laureatka Pokojowej Nagrody Nobla (zm. 1961)
  - Augustyn Łosiński, polski duchowny katolicki, biskup kielecki (zm. 1937)
- 1868 – Frank Watson Dyson, brytyjski astronom (zm. 1939)
- 1870 – Miguel Primo de Rivera, hiszpański dowódca wojskowy, polityk, premier Hiszpanii (zm. 1930)
- 1871 – James Craig(inne języki), brytyjski arystokrata, polityk, premier Irlandii Północnej (zm. 1940)
- 1872 – Nikołaj Panin, rosyjski łyżwiarz figurowy, trener (zm. 1956)
- 1873:
  - Iuliu Maniu, rumuński polityk, premier Rumunii (zm. 1953)
  - Helena Petrowić-Niegosz, księżna Neapolu, królowa Włoch i Albanii, cesarzowa Etiopii (zm. 1952)
- 1874 – Antonio Palacios, hiszpański architekt (zm. 1945)
- 1878:
  - Millicent Bryant, australijska pionierka lotnictwa (zm. 1927)
  - Kazimierz Cwojdziński, polski matematyk, wykładowca akademicki (zm. 1948)
  - Frederic Charles Dreyer, brytyjski admirał (zm. 1956)
  - Kazimierz Jacynik, polski generał brygady (zm. 1965)
  - August Reichensperger, niemiecki entomolog, wykładowca akademicki (zm. 1962)
  - Wołodymyr Starosolski, ukraiński adwokat, socjolog, publicysta, polityk (zm. 1942)
- 1880 – Maria Stattler-Jędrzejewicz, polska rzeźbiarka, poetka (zm. 1944)
- 1881:
  - Stanisław Bagiński, polski adwokat, polityk, poseł na Sejm Ustawodawczy (zm. ?)
  - Maria Sagrario od św. Alojzego Gonzagi, hiszpańska karmelitanka, męczennica, błogosławiona (zm. 1936)
  - Józef Stabrawa, polski duchowny katolicki, działacz społeczny i samorządowy (zm. 1942)
- 1882 – Harry Primrose, brytyjski arystokrata, polityk (zm. 1974)
- 1883:
  - Pawieł Fiłonow, rosyjski malarz, grafik (zm. 1941)
  - Seweryn Hammer, polski filolog klasyczny, pedagog (zm. 1955)
  - Józef Ujejski, polski historyk literatury, pedagog (zm. 1937)
- 1884:
  - Robert Beale, angielski piłkarz, bramkarz (zm. 1950)
  - Jan (Ilić), serbski biskup prawosławny (zm. 1975)
  - Kornel Makuszyński, polski prozaik, poeta, felietonista, krytyk teatralny, publicysta (zm. 1953)
- 1885:
  - John Curtin, australijski polityk, premier Australii (zm. 1945)
  - Mór Kóczán, węgierski lekkoatleta, oszczepnik (zm. 1972)
- 1886:
  - Edmund Baranowski, polski farmaceuta, samorządowiec, polityk, poseł na Sejm RP (zm. 1939)
  - William Coales, brytyjski lekkoatleta, długodystansowiec (zm. 1960)
- 1887 – Pawieł Gałanin, radziecki polityk (zm. 1936)
- 1888:
  - Richard Courant, niemiecko-amerykański matematyk, wykładowca akademicki (zm. 1972)
  - Jerzy Lilpop, polski paleobotanik, wykładowca akademicki (zm. 1945)
  - Jicchak Tabenkin, izraelski polityk (zm. 1971)
- 1889:
  - Julian Leszczyński-Leński, polski publicysta, działacz komunistyczny (zm. 1937)
  - Erhard Raus(inne języki), niemiecki generał (zm. 1956)
- 1890:
  - Stanisław Burhardt-Bukacki, polski generał dywizji (zm. 1942)
  - Sándor Radó, węgiersko-amerykański lekarz, psychoanalityk pochodzenia żydowskiego (zm. 1972)
- 1891:
  - Walter Arndt, niemiecki zoolog, lekarz, wykładowca akademicki (zm. 1944)
  - Walther Bothe, niemiecki fizyk, matematyk, chemik, wykładowca akademicki, laureat Nagrody Nobla (zm. 1957)
  - Bronisława Niżyńska, rosyjska tancerka, choreografka pochodzenia polskiego (zm. 1972)
- 1893:
  - Ladislav Hudec, słowacki architekt, budowniczy, filozof (zm. 1958)
  - Georges Renaud, francuski szachista (zm. 1975)
  - Marian Szretter, polski funkcjonariusz policji (zm. 1940)
  - Michaił Wielikanow, radziecki komandarm (zm. 1938)
- 1894:
  - Maksymilian Maria Kolbe, polski franciszkanin, filozof, męczennik, święty (zm. 1941)
  - Friedrich Noltenius, niemiecki pilot wojskowy, as myśliwski (zm. 1936)
  - Seweryn Nowakowski, polski samorządowiec, prezydent Białegostoku (zm. ?)
- 1895 – Baruch Agadati, izraelski tancerz, choreograf, malarz, reżyser i producent filmowy (zm. 1976)
- 1896:
  - Steponas Darius, litewski lotnik (zm. 1933)
  - Konstantin Judin, rosyjski reżyser filmowy (zm. 1957)
  - Manuel Rojas, chilijski pisarz, dziennikarz (zm. 1973)
- 1897:
  - Kazimierz Brodzikowski, polski aktor, reżyser teatralny (zm. 1979)
  - Walter Gramatté, niemiecki malarz, rysownik, grafik (zm. 1929)
  - Franciszek Pióro, polski komandor (zm. 2002)
- 1899:
  - Solomon Bandaranaike, cejloński prawnik, polityk, premier Cejlonu (zm. 1959)
  - Rachel Mellon Walton, amerykańska filantropka (zm. 2006)
- 1900 – Marian Einbacher, polski piłkarz (zm. 1943)
- 1901 – Joseph Albert Sullivan, kanadyjski hokeista, chirurg, polityk (zm. 1988)
- 1902:
  - Gieorgij Malenkow, rosyjski polityk, działacz komunistyczny, premier ZSRR (zm. 1988)
  - Adam Orlik, polski nauczyciel, podporucznik rezerwy piechoty (zm. 1940)
  - Gret Palucca, niemiecka tancerka, pedagog pochodzenia żydowskiego (zm. 1993)
  - Carl Rogers, amerykański psycholog, psychoterapeuta (zm. 1987)
- 1903:
  - Iwan Sautin, radziecki polityk (zm. 1975)
  - Robert D. Webb(inne języki), amerykański reżyser filmowy (zm. 1990)
- 1904 – Karl Brandt, niemiecki lekarz, polityk nazistowski (zm. 1948)
- 1905:
  - Clarice Benini, włoska szachistka (zm. 1976)
  - Carl Gustav Hempel, amerykański filozof, wykładowca akademicki pochodzenia niemieckiego (zm. 1997)
  - Giacinto Scelsi, włoski kompozytor, poeta (zm. 1988)
- 1906 – Stefan Zbigniew Różycki, polski geolog, geograf, wykładowca akademicki (zm. 1988)
- 1907 – Jean Hyppolite, francuski filozof, tłumacz, wykładowca akademicki (zm. 1968)
- 1908:
  - William Hartnell, brytyjski aktor (zm. 1975)
  - Pál Titkos, węgierski piłkarz, trener (zm. 1988)
- 1909 – Gieorgij Dienisow, radziecki polityk, dyplomata (zm. 1996)
- 1910:
  - Fiodor Titow, radziecki dyplomata, polityk (zm. 1989)
  - Galina Ułanowa, rosyjska tancerka baletowa (zm. 1998)
- 1911:
  - Maryla Freiwald, polska wszechstronna lekkoatletka (zm. 1962)
  - Józef Rabiej, polski elektrotechnik, wykładowca akademicki (zm. 1974)
- 1912:
  - José Ferrer, portorykański aktor, reżyser filmowy (zm. 1992)
  - Tadashi Imai, japoński reżyser filmowy (zm. 1991)
- 1913:
  - Refa’el Basz, izraelski polityk (zm. 2000)
  - Lionel Emmett, indyjski hokeista na trawie (zm. 1996)
  - Cvijetin Mijatović, serbski, bośniacki i jugosłowiański polityk, prezydent Jugosławii (zm. 1993)
- 1914:
  - Zbigniew Błażyński, polski dziennikarz emigracyjny (zm. 1996)
  - Henryk Chmielewski, polski bokser (zm. 1998)
  - Władysław Koba, polski porucznik, żołnierz AK, członek WiN (zm. 1949)
  - Herman Pilnik, argentyński szachista pochodzenia niemieckiego (zm. 1981)
- 1915:
  - Robert Ford, kanadyjski poeta, tłumacz, dyplomata (zm. 1998)
  - Jurij Linnik, rosyjski matematyk, wykładowca akademicki (zm. 1972)
  - (lub 20 stycznia) Masanori Yusa, japoński pływak (zm. 1975)
- 1916 – John Davies, brytyjski przedsiębiorca, polityk (zm. 1979)
- 1917 – Mahmud Rijad, egipski dyplomata, polityk (zm. 1992)
- 1918 – Josef Bradl, austriacki skoczek narciarski (zm. 1982)
- 1919 – Marian Wolniewicz, polski duchowny katolicki, teolog, biblista (zm. 2005)
- 1920:
  - Elisabeth Fraser, amerykańska aktorka (zm. 2005)
  - Jack Günthard, szwajcarski gimnastyk (zm. 2016)
  - Ján Horecký, słowacki językoznawca, wykładowca akademicki (zm. 2006)
  - Tadeusz Szafer, polski architekt, urbanista, historyk sztuki (zm. 2017)
- 1921:
  - Leonardo Sciascia, włoski pisarz, publicysta, polityk (zm. 1989)
  - Aleksander Tarnawski, polski podporucznik, cichociemny, inżynier chemik (zm. 2022)
- 1922:
  - Gieorgij Adelson-Wielski, rosyjski matematyk, informatyk pochodzenia żydowskiego (zm. 2014)
  - Agnieszka Feill(inne języki), polska pisarka, autorka tekstów piosenek (zm. 1999)
  - Zenon Filar, polski operator filmowy (zm. 2001)
  - Artemio Franchi, włoski prawnik, działacz piłkarski, prezydent UEFA (zm. 1983)
  - Stanisław Gronkowski, polski aktor (zm. 2004)
  - Ida Ørskov, duńska lekarka, bakteriolog (zm. 2007)
- 1923:
  - Kazimierz Czarnecki, polski działacz społeczny, polityk, poseł na Sejm PRL (zm. 2017)
  - Władysław Pożoga, polski generał dywizji MO, funkcjonariusz organów bezpieczeństwa i wywiadu, polityk, dyplomata (zm. 2015)
  - Emanuel Rostworowski, polski historyk, pedagog (zm. 1989)
  - Larry Storch, amerykański aktor (zm. 2022)
  - Joseph Weizenbaum, niemiecki informatyk (zm. 2008)
- 1924:
  - Marcello Fondato(inne języki), włoski reżyser filmowy (zm. 2008)
  - Ron Moody, brytyjski aktor (zm. 2015)
  - Justyn Sandauer, polski pilot, konstruktor lotniczy (zm. 2018)
  - Stefan Sawow, bułgarski tłumacz, polityk (zm. 2000)
  - Władimir Waslajew, radziecki polityk (zm. 1980)
- 1925:
  - Helmuth Hübener, niemiecki działacz antynazistowski (zm. 1942)
  - Kazimierz Korzan, polski prawnik, wykładowca akademicki, sędzia Sądu Najwyższego (zm. 2015)
  - Jan Piróg, polski generał brygady (zm. 2005)
  - Anker Rogstad, norweski pisarz (zm. 1994)
  - Mohan Rakeś, indyjski pisarz (zm. 1972)
  - Bernardo Ruiz, hiszpański kolarz szosowy (zm. 2025)
  - Erne Seder, austriacka aktorka, scenarzystka filmowa (zm. 2006)
- 1926:
  - Czesław Królikowski, polski elektrotechnik, wykładowca akademicki
  - Jerzy Kuczyński, polski inżynier, dyplomata, działacz partyjny i państwowy, wojewoda szczeciński (zm. 2013)
  - Evelyn Lear, amerykańska śpiewaczka operowa (sopran) (zm. 2012)
  - Kerwin Mathews, amerykański aktor (zm. 2007)
  - Kelucharan Mohapatra, indyjski tancerz (zm. 2004)
  - Pitirim (Nieczajew), rosyjski biskup prawosławny (zm. 2003)
  - Bronisław Pawlik, polski aktor (zm. 2002)
  - Jerzy Preś, polski zootechnik, profesor nauk rolniczych (zm. 2025)
  - Soupy Sales, amerykański aktor, komik (zm. 2009)
  - Henryk Szczurzyński, polski piłkarz, bramkarz (zm. 2006)
  - Marek Waldenberg, polski prawnik, politolog, wykładowca akademicki (zm. 2018)
- 1927:
  - Jan Bochenek, polski matematyk, wykładowca akademicki (zm. 2009)
  - Zbigniew Frieman, polski altowiolista, dyrygent, pedagog (zm. 2019)
  - Małgorzata Lorentowicz, polska aktorka (zm. 2005)
  - Marian Piekarski, polski harcerz, żołnierz AK i AKO, członek WiN (zm. 1946)
  - Zbigniew Strugalski, polski fizyk jądrowy, wykładowca akademicki (zm. 2006)
- 1928:
  - Ryszard Bacciarelli, polski aktor (zm. 2021)
  - Władimir Kamiencew, radziecki polityk, wicepremier (zm. 2003)
  - Chaim Kaniewski, litewski rabin (zm. 2022)
  - Lucjan Krause, polsko-kanadyjski fizyk, wykładowca akademicki (zm. 2022)
  - Gaston Miron, kanadyjski poeta francuskojęzyczny (zm. 1996)
  - Jan Szancenbach, polski malarz, pedagog (zm. 1998)
- 1929:
  - Saeed Jaffrey, indyjski aktor (zm. 2015)
  - Henry Landauer, amerykański sędzia piłkarski pochodzenia niemieckiego (zm. 2006)
  - Wolfgang Peters, niemiecki piłkarz (zm. 2003)
  - Julian Stolarczyk, polski profesor nauk medycznych (zm. 2007)
- 1930:
  - Jerzy Marendziak, polski adwokat, dyplomata (zm. 2000)
  - Éva Novák-Gerard, węgierska pływaczka (zm. 2005)
  - Bruno Saul, estoński inżynier, polityk, przewodniczący Rady Ministrów Estońskiej SRR (zm. 2022)
  - Ryszard Strzelecki-Gomułka, polski polityk (zm. 2023)
  - Aleksander Walczak, polski inżynier, kapitan żeglugi wielkiej (zm. 2022)
  - Doreen Wilber, amerykańska łuczniczka (zm. 2008)
- 1931:
  - Ryszard Brykowski, polski historyk sztuki, profesor nauk humanistycznych (zm. 2017)
  - Janusz Ekiert, polski muzykolog, krytyk muzyczny (zm. 2016)
  - Ryszard Majewski, polski pułkownik, wykładowca akademicki, pisarz (zm. 2007)
  - Wiktor Makarenko, radziecki polityk (zm. 2007)
  - Walenty Szczepaniak, polski chemik, wykładowca akademicki (zm. 2024)
- 1932:
  - Ada Biell, polska piosenkarka (zm. 2021)
  - Janusz Kotliński, polski lekkoatleta, płotkarz i sprinter (zm. 2005)
  - Anna Markowa, polska pisarka (zm. 2008)
  - Władlen Wierieszczetin, rosyjski prawnik, sędzia Międzynarodowego Trybunału Sprawiedliwości (zm. 2024)
- 1933:
  - Juan Marsé, hiszpański pisarz, dziennikarz, scenarzysta (zm. 2020)
  - Jean-Marie Straub(inne języki), francuski reżyser filmowy (zm. 2022)
- 1934:
  - Jacques Anquetil, francuski kolarz szosowy (zm. 1987)
  - Piet Dankert, holenderski polityk, przewodniczący Parlamentu Europejskiego (zm. 2003)
  - Roy Kinnear(inne języki), brytyjski aktor (zm. 1988)
  - Jan Kirsznik, polski saksofonista rock and rollowy, członek zespołu Rhythm and Blues (zm. 2018)
  - Zdzisław Krysiński, polski lekarz stomatolog, wykładowca akademicki (zm. 2017)
  - Alexandra Ripley, amerykańska pisarka (zm. 2004)
- 1935:
  - Bernard Bartoszak, polski piłkarz (zm. 2020)
  - Zofia Czaja, polska polityk, poseł na Sejm PRL (zm. 2020)
  - Ilija Czubrikow, bułgarski kierowca rajdowy i wyścigowy (zm. 2020)
  - Weronika Daszkiewicz, polska inżynier rolnictwa, polityk, poseł na Sejm PRL (zm. 2015)
  - Robert Littell, amerykański pisarz
  - Nolan Miller, amerykański projektant mody (zm. 2012)
  - Elvis Presley, amerykański piosenkarz, aktor (zm. 1977)
  - Barbara Stanosz, polska filozof, wykładowczyni akademicka (zm. 2014)
  - Wasyl Symonenko, ukraiński poeta, dziennikarz, działacz ruchu oporu (zm. 1963)
  - Józef Trojok, polski inżynier metalurg, polityk, poseł na Sejm PRL (zm. 2011)
- 1936:
  - Alicja Bobrowska, polska aktorka, prezenterka telewizyjna, pielęgniarka, malarka, rzeźbiarka, zdobywczyni tytułu Miss Polonia (zm. 2025)
  - Jyotindra Nath Dixit, indyjski dyplomata (zm. 2005)
  - Bolesław Jaśkiewicz, polski pedagog, przewodnik i działacz turystyczny (zm. 2022)
  - Zbigniew Klajnert, polski geolog, wykładowca akademicki, urzędnik samorządowy
  - Danuta Madeyska, polska orientalistka, wykładowczyni akademicka (zm. 2019)
  - Armand Mattelart, belgijski socjolog, wykładowca akademicki, eseista
  - Robert May, australijski polihistor, wykładowca akademicki (zm. 2020)
- 1937:
  - Stanisław Bałazy, polski biolog, wykładowca akademicki
  - Shirley Bassey, walijska piosenkarka pochodzenia nigeryjskiego
  - Louis Le Pensec, francuski ekonomista, samorządowiec, polityk, minister rolnictwa (zm. 2024)
  - Eugeniusz Włosek, polski działacz partyjny i państwowy
- 1938:
  - Earl Babbie, amerykański socjolog
  - Bob Eubanks, amerykański prezenter radiowy i telewizyjny
  - Atanazy (Jevtić), serbski biskup prawosławny, biskup zahumsko-hercegowiński (zm. 2021)
  - Witold Jędrzejewski, polski koszykarz, inżynier, informatyk, konstruktor (zm. 2017)
  - Jewgienij Niestierienko, rosyjski śpiewak operowy (bas) (zm. 2021)
  - Anton Pashku, albański dziennikarz, pisarz, wydawca (zm. 1995)
  - Czesława Pszczolińska, polska aktorka
- 1939:
  - Kurt Birkle, niemiecki astronom (zm. 2010)
  - Kazimierz Frankiewicz, polsko-amerykański piłkarz, trener
  - Carolina Herrera, wenezuelska projektantka mody
  - Mel Read, amerykańska polityk
  - Władysław Wróblewski, polski architekt wnętrz, pedagog
- 1940:
  - Julian Dybiec, polski historyk, wykładowca akademicki
  - Piotr Ferensowicz, polski muzyk, chórzysta, dyrygent
  - Zoran Janković, jugosłowiański piłkarz wodny (zm. 2002)
  - Miguel Ángel Rodríguez, kostarykański adwokat, ekonomista, inżynier rolnik, przedsiębiorca, polityk, prezydent Kostaryki
- 1941:
  - Severino Andreoli, włoski kolarz szosowy
  - Graham Chapman, brytyjski aktor, członek grupy Monty Pythona (zm. 1989)
  - Stefania Kiewłen, polska lekkoatletka, kulomiotka
  - Józef Łochowski, polski przedsiębiorca, polityk, poseł na Sejm RP (zm. 2014)
  - Grzegorz Matuszak, polski socjolog, wykładowca akademicki, polityk, senator RP (zm. 2022)
  - Boris Vallejo, peruwiański rysownik, ilustrator
- 1942:
  - Walja Bałkanska, bułgarska piosenkarka folkowa
  - Teófilo Cruz, portorykański koszykarz (zm. 2005)
  - Joan Freeman, amerykańska aktorka
  - Stephen Hawking, brytyjski astrofizyk, kosmolog, fizyk teoretyk (zm. 2018)
  - Jun’ichirō Koizumi, japoński polityk, premier Japonii
  - Angeł Marin, bułgarski wojskowy, generał major, inżynier, polityk, wiceprezydent Bułgarii (zm. 2024)
  - Yvette Mimieux, amerykańska aktorka (zm. 2022)
  - Włodzimierz Nowak, polski aktor (zm. 2022)
  - Bob Taft, amerykański polityk, gubernator Ohio
  - Wiaczesław Zudow, rosyjski pułkownik lotnictwa, kosmonauta (zm. 2024)
- 1943:
  - Krzysztof Buliński, polski trener piłkarski
  - Jacky Courtillat, francuski florecista
  - Fernando Peres, portugalski piłkarz (zm. 2019)
- 1944:
  - Per Bartram, duński piłkarz (zm. 2025)
  - Terry Brooks, amerykański pisarz fantasy
  - Bohdan Zdziennicki, polski prawnik, wykładowca akademicki, prezes Trybunału Konstytucyjnego
- 1945:
  - Stanisław Cieśla, polski związkowiec, polityk, poseł na Sejm PRL i senator RP (zm. 2023)
  - Ibrahim Kadriu, kosowski pisarz
  - Jiří Mainuš, czeski kolarz szosowy
  - Leyla Onur, niemiecka nauczycielka, działaczka samorządowa, polityk, eurodeputowana pochodzenia tureckiego
  - Innocenty (Szestopał), ukraiński biskup prawosławny (zm. 2022)
- 1946:
  - Miguel Ángel Félix Gallardo, meksykański handlarz narkotyków
  - Robby Krieger, amerykański gitarzysta, członek zespołu The Doors
  - Fritz Künzli, szwajcarski piłkarz (zm. 2019)
  - Norbert Mateusz Kuźnik(inne języki), polski kompozytor, organista (zm. 2006)
  - Marian Rodzeń, polski działacz państwowy, prezydent Płocka, wicewojewoda płocki
  - Janusz Rybakowski, polski psychiatra, wykładowca akademicki
  - Michał Śliwa, polski politolog, historyk, wykładowca akademicki
  - Yu Xunfa, chiński flecista (zm. 2006)
- 1947:
  - Edward Białogłowski, polski duchowny katolicki, biskup pomocniczy przemyski i rzeszowski
  - William Bonin, amerykański seryjny morderca (zm. 1996)
  - David Bowie, brytyjski piosenkarz, kompozytor, multiinstrumentalista, aranżer, producent muzyczny, aktor (zm. 2016)
  - Marek Garztecki, polski socjolog, dziennikarz muzyczny
  - Igor Iwanow, kanadyjsko-amerykański szachista pochodzenia rosyjskiego (zm. 2005)
  - Antti Kalliomäki, fiński lekkoatleta, tyczkarz, polityk
  - Grażyna Michałowska, polska prawniczka, politolog (zm. 2022)
  - Andrzej Rzeźniczak, polski przedsiębiorca, polityk, senator RP (zm. 2010)
  - Samuel Schmid, szwajcarski polityk, prezydent Szwajcarii
  - Tomasz Szukalski, polski saksofonista jazzowy (zm. 2012)
- 1948:
  - Jerzy Kaczmarek, polski florecista, trener
  - Gillies Mackinnon, szkocki reżyser i scenarzysta filmowy
  - Eladio Reyes, peruwiański piłkarz
- 1949:
  - Niels Arestrup, francuski aktor (zm. 2024)
  - Mireille Domenech-Diana, francuska działaczka samorządowa i komunistyczna, polityk
  - Bogdan Dowlasz, polski akordeonista, kompozytor, pedagog muzyczny (zm. 2025)
  - Józef Semik, polski nadinspektor Policji, urzędnik państwowy (zm. 2018)
- 1950:
  - Rubén Ayala, argentyński piłkarz, trener
  - Jacques Géron, belgijski rysownik komiksowy (zm. 1993)
  - Emine Gjata, albańska śpiewaczka operowa (sopran liryczny)
  - Marcin Jacobson, polski menedżer, producent i wydawca muzyczny
  - Jacek Krzaklewski, polski gitarzysta, kompozytor, członek zespołów Perfect i Banda i Wanda
  - Ryszard Przybysz, polski piłkarz ręczny (zm. 2002)
  - Rommy, holenderski piosenkarz (zm. 2007)
  - Jerzy Zieliński, polski operator filmowy
- 1951:
  - Kenny Anthony, polityk z Saint Lucia, premier
  - John McTiernan, amerykański reżyser filmowy
  - Zbigniew Mirek, polski biolog, wykładowca akademicki
  - Ryszard Ochwat, polski nauczyciel, polityk, senator RP
  - Bernhard Rapkay, niemiecki polityk, eurodeputowany
  - Agnieszka Rogińska, polska lektorka, dziennikarka
- 1952:
  - Charlie Bass, amerykański polityk
  - Jerzy Bayer, polski orientalista, dyplomata
  - Wałerij Bermudes, ukraiński piłkarz, trener pochodzenia hiszpańskiego
  - Raman Karop, białoruski lekarz, polityk
- 1953:
  - Damián Alcázar, meksykański aktor
  - Peter Carroll, brytyjski okultysta
  - Adrian Fulford, brytyjski prawnik
- 1954:
  - Tadeusz Gajda, polski rolnik, samorządowiec, polityk, poseł na Sejm RP
  - Sławomir Jabrzemski, polski informatyk, dziennikarz, didżej
  - Karin Kessow, niemiecka łyżwiarka szybka
  - Władimir Osokin, rosyjski kolarz torowy i szosowy
  - İsmail Temiz, turecki zapaśnik
- 1955:
  - Karl-Heinz Bußert, niemiecki wioślarz
  - Brian Dunn, kanadyjski duchowny katolicki, biskup Antigonish, arcybiskup metropolita Halifax-Yarmouth
  - Marian Galant, polski piłkarz (zm. 2019)
  - Pedro Gamarro, wenezuelski bokser (zm. 2019)
  - Karine Ghazinian, ormiański dyplomata (zm. 2012)
  - Harriet Sansom Harris, amerykańska aktorka
  - Kim Duk-koo, południowokoreański bokser (zm. 1982)
  - Jarosław Kozidrak, polski muzyk, kompozytor, członek zespołu Bajm (zm. 2018)
  - Spiros Liwatinos, grecki piłkarz, trener
  - Maria Martens, holenderska filozof, teolog, wykładowczyni akademicka, polityk, eurodeputowana
- 1956:
  - Siarhiej Bochan, białoruski kolejarz, polityk
  - Stefan Bernhard Eck, niemiecki działacz na rzecz praw zwierząt, polityk
  - Milorad Krivokapić, jugosłowiański piłkarz wodny
  - Sanda Rašković Ivić, serbska psychiatra, dyplomata, polityk
  - Jack Womack, amerykański pisarz science fiction
- 1957:
  - Calvin Natt, amerykański koszykarz
  - Władimir Nikitienko, kazachski piłkarz, trener
  - Sławomir Radoń, polski historyk, dyrektor naczelny Archiwów Państwowych (zm. 2011)
- 1958:
  - Betsy DeVos, amerykańska miliarderka, polityk
  - Jadranka Jovanović, serbska śpiewaczka operowa (mezzosopran)
  - Roman Wójcicki, polski piłkarz
- 1959:
  - José María Baliña, argentyński duchowny katolicki, biskup pomocniczy Buenos Aires
  - Paul Hester, australijski perkusista, członek zespołów Split Enz i Crowded House (zm. 2005)
  - Kevin McKenna, amerykański koszykarz, trener
  - Barbara Skrzypek, polska urzędniczka państwowa, sekretarka (zm. 2025)
  - Piotr Zander, polski gitarzysta, członek zespołów Lombard i ZanderHaus
- 1960:
  - Fernando Astengo, chilijski piłkarz
  - Rafał Bryndal, polski satyryk, dziennikarz, autor tekstów
  - Alan Cumyn, kanadyjski pisarz
  - Paul MacDonald, nowozelandzki kajakarz
  - Dave Weckl, amerykański perkusista jazzowy
- 1961:
  - Keith Arkell, brytyjski szachista
  - Cezary Domagała, polski aktor, reżyser teatralny
  - Zenon Kruszelnicki, polski aktor
  - Wiktor Kuznecow, ukraiński piłkarz, trener
  - João Muniz Alves, brazylijski duchowny katolicki, biskup Xingu-Altamiry
  - Richard Pombo, amerykański polityk pochodzenia portugalskiego
  - Calvin Smith, amerykański lekkoatleta, sprinter
  - Wu Mingqian, chińska szachistka
- 1962:
  - Anatolij Sierdiukow, rosyjski ekonomista, prawnik, polityk, minister obrony
  - André Wohllebe, niemiecki kajakarz (zm. 2014)
- 1963:
  - Modest Boguszewski, polski piłkarz
  - Dmitrij Galamin, rosyjski piłkarz, trener
  - Dariusz Zaborek, polski dziennikarz, publicysta
- 1964:
  - José Luis Carranza, peruwiański piłkarz
  - Sławomir Kowalewski, polski samorządowiec, burmistrz Mławy
  - Dariusz Łukowski, polski generał brygady
  - Wiesław Pieja, polski duchowny katolicki, teolog, nauczyciel akademicki (zm. 2025)
- 1965:
  - Ahn Jae-hyung, południowokoreański tenisista stołowy, trener
  - Francisco Assis, portugalski samorządowiec, polityk, eurodeputowany
  - Michelle Forbes, amerykańska aktorka
  - Jacek Gałuszka, polski kompozytor
  - Hermann Glettler, austriacki duchowny katolicki, biskup Innsbrucku
  - Paweł Kozacki, polski dominikanin, publicysta, bloger
  - Henry Mchamungu, tanzański duchowny katolicki, biskup pomocniczy Dar-es-Salaam
  - Pierre Nguyễn Văn Viên, wietnamski duchowny katolicki, biskup pomocniczy Vinh, administrator apostolski „sede vacante” diecezji Hưng Hóa, teolog
  - Pascal Obispo(inne języki), francuski piosenkarz
  - Uidemar Pessoa de Oliveira, brazylijski piłkarz, trener
  - Sueli dos Santos, brazylijska lekkoatletka, oszczepniczka
  - Andrzej Tomko, polski duchowny katolicki, teolog, pedagog specjalizujący się w pedagogice rodziny, wykładowca akademicki
  - Mirosław Zawieracz, polski siatkarz, trener
- 1966:
  - Trude Dybendahl, norweska biegaczka narciarska (zm. 2024)
  - Cynthia Kaszyńska, polska aktorka
  - Roger Ljung, szwedzki piłkarz
  - Andrew Wood, amerykański muzyk, wokalista, członek zespołu Mother Love Bone (zm. 1990)
- 1967:
  - Hollis Conway, amerykański lekkoatleta, skoczek wzwyż
  - Małgorzata Foremniak, polska aktorka
  - R. Kelly, amerykański piosenkarz, producent muzyczny
  - Bogdan Romaniuk, polski polityk, samorządowiec, przewodniczący Sejmiku i wicemarszałek województwa podkarpackiego
- 1968:
  - Giovanni De Benedictis, włoski lekkoatleta, chodziarz
  - Catalina Saavedra, chilijska aktorka
  - Francis Severeyns, belgijski piłkarz
- 1969:
  - Wałentyna Cerbe-Nesina, ukraińska biathlonistka
  - Hiroki Ioka, japoński bokser
  - Paola Pezzo, włoska kolarka górska
  - Maciej Przybysz, polski hokeista (zm. 1992)
  - Teresa Salgueiro, portugalska wokalistka, członkini zespołu Madredeus
  - Adam Sengebusch, polski polityk, poseł na Sejm RP
- 1970:
  - Dave Eggers, amerykański pisarz, wydawca
  - Rachel Friend, australijska aktorka, dziennikarka
  - Mika Lehkosuo, fiński piłkarz, trener
  - Miran Srebrnič, słoweński piłkarz
  - Giorgio Sterchele, włoski piłkarz, bramkarz
- 1971:
  - Jason Giambi, amerykański baseballista
  - Branislav Jánoš, słowacki hokeista, trener
  - Jesper Jansson, szwedzki piłkarz
  - Brook Mahealani Lee, amerykańska zwyciężczyni konkursu Miss Universe
  - Géraldine Pailhas, francuska aktorka
  - Pascal Zuberbühler, szwajcarski piłkarz, bramkarz
- 1972:
  - Jon Andersen, amerykański futbolista, kulturysta, wrestler, strongman
  - Serhij Atelkin, ukraiński piłkarz, trener (zm. 2020)
  - Burak Aydos, turecki piosenkarz
  - Giuseppe Favalli, włoski piłkarz
  - Piotr Rostkowski, polski lekkoatleta, średniodystansowiec
- 1973:
  - Philippe Giusiano, francuski pianista
  - Kaleśwar, indyjski swami
  - Lutricia McNeal, amerykańska piosenkarka
  - Ahmad Abd al-Munim, egipski piłkarz, trener
  - Rafał Paradowski(inne języki), polski operator filmowy
  - Henning Solberg, szwedzki kierowca rajdowy
- 1974:
  - Matt Bushell, amerykański aktor
  - Maria Matsuka, grecka polityk
  - Debbie McCormick, amerykańska curlerka
  - Fethi Missaoui, tunezyjski bokser
- 1975:
  - Basto, belgijski didżej, producent muzyczny
  - Reiko Chiba, japońska aktorka
  - DJ Clue, amerykański didżej
  - Witalij Jaczmieniow, rosyjski hokeista, trener
  - Gienek Loska, białoruski wokalista, gitarzysta, kompozytor (zm. 2020)
- 1976:
  - Wadim Jewsiejew, rosyjski piłkarz
  - Raul Olivo, wenezuelski aktor, model, piosenkarz
- 1977:
  - Amber Benson, amerykańska aktorka
  - Francesco Coco, włoski piłkarz
  - Rusłan Kostyszyn, ukraiński piłkarz
- 1978:
  - Borys Awruch, izraelski szachista pochodzenia kazachskiego
  - Leonardo Bertagnolli, włoski kolarz szosowy
  - Ołeksandr Biłanenko, ukraiński biathlonista
  - Alberto Blanco, panamski piłkarz
  - Just Blaze, amerykański producent muzyczny
  - Marco Fu, chiński snookerzysta
  - Tara LaRosa, amerykańska zawodniczka sportów walki pochodzenia włoskiego
  - Sebastian Stankiewicz, polski aktor, artysta kabaretowy
- 1979:
  - David Civera, hiszpański piłkarz
  - Simon Colosimo, australijski piłkarz pochodzenia włoskiego
  - Przemysław Frasunkiewicz, polski koszykarz
  - Hanna Ljungberg, szwedzka piłkarka
  - Windell D. Middlebrooks, amerykański aktor
  - Adrian Mutu, rumuński piłkarz
  - Stipe Pletikosa, chorwacki piłkarz, bramkarz
  - Sarah Polley, kanadyjska aktorka
  - Seol Ki-hyeon, południowokoreański piłkarz
  - LaTonya Sims, amerykańska koszykarka
  - Agnieszka Wanżewicz, polska biathlonistka
  - Gabriel Zobo-Lebay, francuski siatkarz pochodzenia kongijskiego
- 1980:
  - Stefano Mauri, włoski piłkarz
  - Rachel Nichols, amerykańska aktorka
  - Agnieszka Pomaska, polska polityk, poseł na Sejm RP
  - Lucia Recchia, włoska narciarka alpejska
  - Sam Riley, brytyjski aktor
- 1981:
  - Leanne Baker, nowozelandzka tenisistka
  - Johan Clarey, francuski narciarz alpejski
  - Aleksandra Dziurosz, polska tancerka, choreografka
  - Sebastián Eguren, urugwajski piłkarz
  - Sulennis Piña Vega, kubańska szachistka
  - Carmen Schäfer, szwajcarska curlerka
  - Želimir Terkeš, bośniacki piłkarz
  - Emanuel Trípodi, argentyński piłkarz, bramkarz
  - Josef Vítek, czeski hokeista
  - Xie Xingfang, chińska badmintonistka
- 1982:
  - Emanuele Calaiò, włoski piłkarz
  - Antoni Chmielewski, polski zawodnik sztuk walki
  - Gaby Hoffmann, amerykańska aktorka
  - Dan Tepfer, francusko-amerykański pianista i kompozytor jazzowy
  - John Utaka, nigeryjski piłkarz
- 1983:
  - Chen Xiexia, chińska sztangistka
  - Chris Masters, amerykański wrestler pochodzenia polskiego
  - Taraka Ratna, indyjski aktor (zm. 2023)
  - Juliane Robra, szwajcarska judoczka
  - Katarzyna Żylińska, polska siatkarka
- 1984:
  - Leandro do Bonfim, brazylijski piłkarz
  - Anna Czartoryska-Niemczycka, polska aktorka, piosenkarka
  - Matthew Kilgallon, angielski piłkarz
  - Kim Dzong Un, przywódca Korei Północnej
  - Izabela Kostruba, polska lekkoatletka, sprinterka
  - Peter Latham, nowozelandzki kolarz torowy i szosowy
- 1985:
  - Jorge Aguilar, chilijski tenisista
  - André Bikey, kameruński piłkarz
  - Chan Chin-wei, tajwańska tenisistka
  - Hunter Freeman, amerykański piłkarz
  - Jaroslav Kulhavý, czeski kolarz górski i przełajowy
  - Sam Levinson, amerykański aktor, reżyser, scenarzysta i producent filmowy
  - Julija Morozowa, rosyjska siatkarka
  - Oh Ha-na, południowokoreańska florecistka
  - Elisabeth Pähtz, niemiecka szachistka
  - Cameron Woodward, australijski żużlowiec
- 1986:
  - Bernadett Baczkó, węgierska judoczka
  - Daniel Cambronero, kostarykański piłkarz, bramkarz
  - Jorge Claros, honduraski piłkarz
  - Emika, brytyjska kompozytorka i wykonawczyni muzyki elektronicznej
  - Clayton Failla, maltański piłkarz
  - Jaclyn Linetsky, kanadyjska aktorka pochodzenia żydowskiego (zm. 2003)
  - Željko Musa, chorwacki piłkarz ręczny
  - Peng Shuai, chińska tenisistka
  - David Silva, hiszpański piłkarz
  - Milena Suszyńska, polska aktorka
- 1987:
  - Cao Zhen, chińska tenisistka stołowa
  - Monica De Gennaro, włoska siatkarka
  - Francesco Dell’uomo, włoski skoczek do wody
  - Irina Ektowa, kazachska lekkoatletka, trójskoczkini
  - Carmen Klaschka, niemiecka tenisistka
  - Freddie Stroma, brytyjski aktor, model pochodzenia niemiecko-szwedzkiego
  - Zeng Cheng, chiński piłkarz, bramkarz
- 1988:
  - Jewgienij Bodrow, rosyjski hokeista
  - Daniel Chávez, peruwiański piłkarz
  - Marta Haładyn, polska siatkarka
  - Adrián López, hiszpański piłkarz
  - Michael Mancienne, angielski piłkarz pochodzenia seszelskiego
  - Thomas Roussel-Roozmon, kanadyjski szachista
  - Rusłan Swyrydow, ukraiński hokeista
  - Wojciech Żaliński, polski siatkarz
- 1989:
  - Jessica Beard, amerykańska lekkoatletka, sprinterka
  - Oliver Bozanic, australijski piłkarz pochodzenia chorwackiego
  - Fabian Frei, szwajcarski piłkarz
  - Jakob Jantscher, austriacki piłkarz
- 1990:
  - Chou Tien-chen, tajwański badmintonista
  - Jeff Demps, amerykański lekkoatleta, sprinter
  - Álvaro González, hiszpański piłkarz
  - Jamie Hampton, amerykańska tenisistka
  - Kenshirō Itō, japoński skoczek narciarski
  - Ryan McGivern, północnoirlandzki piłkarz
  - Ryan Mendes, kabowerdyjski piłkarz
  - Claudine Mendy, francuska piłkarka ręczna
  - Robin Olsen, szwedzki piłkarz, bramkarz
  - Xu Xin, chiński tenisista stołowy
- 1991:
  - Zachary Donohue, amerykański łyżwiarz figurowy
  - Jorge Enríquez, meksykański piłkarz
  - Jonathan Fagerlund, szwedzki piosenkarz
  - Stefan Johansen, norweski piłkarz
  - Camilo Mayada, urugwajski piłkarz
  - Nemanja Obradović, serbski piłkarz ręczny
  - Juan Carlos Sánchez Jr., meksykański bokser
  - Stefan Savić, czarnogórski piłkarz
  - Greg Smith, amerykański koszykarz
- 1992:
  - Patrik Carlgren, szwedzki piłkarz
  - Stefanie Dolson, amerykańska koszykarka
  - Nathalie Eklund, szwedzka narciarka alpejska
  - Koke, hiszpański piłkarz
  - Yrondu Musavu-King, gaboński piłkarz
  - Paulo Oliveira, portugalski piłkarz
- 1993:
  - Anna Espar, hiszpańska piłkarka wodna
  - Brooke Greenberg, Amerykanka z rzadką chorobą (syndromem X) (zm. 2013)
  - William Karlsson, szwedzki hokeista
  - Tang Yi, chińska pływaczka
- 1994:
  - Riza Durmisi, duński piłkarz pochodzenia albańskiego
  - Robert Glatzel, niemiecki piłkarz
  - Władysław Koreniuk, ukraiński koszykarz
  - Glenn Robinson III, amerykański koszykarz
  - Patrycja Wyciszkiewicz-Zawadzka, polska lekkoatletka, sprinterka
  - Wiktor Zacharow, ukraiński hokeista
- 1995:
  - Taylan Antalyalı, turecki piłkarz
  - Kyle Edmund, brytyjski tenisista
  - Stephen Hendrie, szkocki piłkarz
  - Nanami Irie, japońska zapaśniczka
  - Miriam Sylla, włoska siatkarka pochodzenia iworyjskiego
- 1996:
  - Lorenne Geraldo, brazylijska siatkarka
  - Sasalak Haiprakhon, tajski piłkarz
  - Tringa Hysa, kosowska tancerka
  - Obbi Oularé, belgijski piłkarz pochodzenia gwinejskiego
  - Filip Sasínek, czeski lekkoatleta, średnio- i długodystansowiec
- 1997:
  - Jack Andraka, amerykański naukowiec, wynalazca pochodzenia polskiego
  - Artur Kartaszjan, ormiański piłkarz
  - Shelly Stafford, amerykańska siatkarka
- 1998:
  - Tony Bradley, amerykański koszykarz
  - DiJonai Carrington, amerykańska koszykarka
  - Manuel Locatelli, włoski piłkarz
  - Marta Orzyłowska, polska siatkarka
  - Anastasia Zarycká, ukraińsko-czeska tenisistka
- 1999:
  - Ignas Brazdeikis, kanadyjski koszykarz pochodzenia litewskiego
  - Damiano David, włoski piosenkarz
  - Kamil Grabara, polski piłkarz, bramkarz
  - Arne Maier, niemiecki piłkarz
- 2000:
  - André Alcaráz, meksykański piłkarz, bramkarz
  - Noah Cyrus, amerykańska aktorka, piosenkarka
  - Depú, angolski piłkarz
  - Cheick Doucouré, malijski piłkarz
  - Keon Ellis, amerykański koszykarz
  - Tre Jones, amerykański koszykarz
  - Alexis Monney, szwajcarski narciarz alpejski
  - Jean Onana, kameruński piłkarz
  - Matthias Phaëton, gwadelupski piłkarz
  - Thanawat Suengchitthawon, tajski piłkarz
- 2001:
  - Juan David Cabal, kolumbijski piłkarz
  - Jon Pacheco, hiszpański piłkarz
  - Lena Schilling, austriacka działaczka społeczna, aktywistka klimatyczna, polityk, eurodeputowana
  - Kryspin Szcześniak, polski piłkarz
  - Yorbe Vertessen, belgijski piłkarz
  - Marcel Zapytowski, polski piłkarz, bramkarz
- 2002:
  - Krisztofer Horváth, węgierski piłkarz
  - Kevin Lomónaco, argentyński piłkarz
- 2003:
  - Lloyd Aaron, malawijski piłkarz
  - Lean Niederberger, szwajcarski skoczek narciarski
- 2004:
  - Juan José Arias, kolumbijski piłkarz
  - Lucas Assadi, chilijski piłkarz pochodzenia palestyńskiego
- 2005:
  - Tymoteusz Amilkiewicz, polski skoczek narciarski
  - Theo Sander, duński piłkarz, bramkarz
- 2006:
  - Katie Grimes, amerykańska pływaczka
  - Martín Landaluce, hiszpański tenisista
- 2007 – Martín Mundaca, chilijski piłkarz
- 2011:
  - Józefina, duńska księżniczka
  - Wincenty, duński książę

## Zmarli
- 482 – Seweryn z Noricum, rzymski pustelnik, święty (ur. ok. 410)
- 1107 – Edgar I, król Szkocji (ur. 1074)
- 1198 – Celestyn III, papież (ur. ok. 1106)
- 1240 – (lub 25 stycznia) Peregrin z Vartenberka, czeski duchowny katolicki, biskup praski (ur. ?)
- 1324 – Marco Polo, wenecki kupiec, podróżnik (ur. 1254)
- 1332 – Andronik III Wielki Komnen, cesarz Trapezuntu (ur. 1310)
- 1337 – Giotto di Bondone, włoski tercjarz franciszkański, malarz, architekt (ur. 1266)
- 1456 – Wawrzyniec Iustiniani, włoski duchowny katolicki, biskup Castello, pierwszy patriarcha Wenecji, święty (ur. 1381)
- 1538 – Beatrycze Aviz, infantka portugalska, księżna Sabaudii (ur. 1504)
- 1560 – Jan Łaski, polski duchowny katolicki i protestancki, teolog, dyplomata (ur. 1499)
- 1563 – Andrzej Batory, węgierski szlachcic, marszałek nadworny (ur. ?)
- 1570 – Philibert Delorme, francuski architekt (ur. ok. 1510)
- 1598 – Jan Jerzy Hohenzollern, elektor Brandenburgii (ur. 1525)
- 1609 – Fernando Niño de Guevara, hiszpański duchowny katolicki, arcybiskup Sewilli, inkwizytor, kardynał (ur. 1541)
- 1627 – Samuel Pac, rotmistrz husarski, chorąży wielki litewski (ur. 1590)
- 1634 – Joan Sala i Ferrer, kataloński rozbójnik (ur. 1594)
- 1638 – Tomasz Zamoyski, polski szlachcic, polityk, wojewoda podolski i kijowski, podkanclerzy koronny, kanclerz wielki koronny (ur. 1594)
- 1642 – Galileusz, włoski filozof, fizyk, astronom (ur. 1564)
- 1664 – Moïse Amyraut, francuski teolog kalwiński (ur. 1596)
- 1674 – Justus van Egmont, flamandzki malarz (ur. 1601)
- 1693 – Jan Andrzej Morsztyn, polski poeta, sekretarz królewski, referendarz koronny, podskarbi wielki koronny (ur. 1621)
- 1697 – Thomas Aikenhead, szkocki student teologii (ur. 1676)
- 1703 – Gottfried von Jena, pruski dyplomata, polityk (ur. 1624)
- 1713 – Arcangelo Corelli, włoski kompozytor, skrzypek (ur. 1653)
- 1731 – Józef Molski, polski szlachcic, polityk (ur. ?)
- 1750 – Jan Six II, holenderski polityk, kupiec (ur. 1668)
- 1761 – Karol Józef Sedlnicki, polski szlachcic, polityk (ur. 1703)
- 1763 – Giuseppe Osorio, sardyńsko-sabaudzki dyplomata (ur. 1697)
- 1775 – John Baskerville, brytyjski drukarz, grawer (ur. 1706)
- 1786 – Thure Gustaf Rudbeck, szwedzki baron, polityk (ur. 1714)
- 1789 – Jack Broughton, brytyjski bokser (ur. 1704)
- 1794 – Justus Möser, niemiecki prawnik, filozof (ur. 1720)
- 1796 – Jean-Marie Collot d’Herbois, francuski polityk, rewolucjonista (ur. 1749)
- 1811 – Friedrich Nicolai, niemiecki pisarz, wydawca, wolnomularz (ur. 1733)
- 1819 – Valentin Vodnik, słoweński franciszkanin, poeta, językoznawca, nauczyciel (ur. 1758)
- 1825 – Eli Whitney, amerykański wynalazca (ur. 1765)
- 1827 – Pōmare III, król Tahiti (ur. 1820)
- 1845 – Paulina Żagańska, księżniczka Kurlandii i Semigalii, księżna żagańska, księżna Hohenzollern-Hechingen (ur. 1782)
- 1846 – Granville Leveson-Gower, brytyjski arystokrata, polityk, dyplomata (ur. 1773)
- 1854 – William Beresford, brytyjski arystokrata, generał, polityk (ur. 1768)
- 1855 – Diponegoro, jawajski działacz narodowy (ur. 1785)
- 1863 – Fiodor Pahlen, rosyjski dyplomata pochodzenia niemieckiego (ur. 1780)
- 1868 – Adolf von Arnim-Boitzenburg, pruski polityk, premier Prus (ur. 1803)
- 1874:
  - Charles Étienne Brasseur de Bourbourg, francuski duchowny katolicki, historyk, etnograf, archeolog, pisarz (ur. 1814)
  - David Friedrich Strauß, niemiecki pisarz, filozof, teolog (ur. 1808)
- 1878:
  - Charles Cousin-Montauban, francuski hrabia, generał, polityk, premier Francji (ur. 1796)
  - Nikołaj Niekrasow, rosyjski pisarz, dziennikarz (ur. 1821)
- 1879 – Baldomero Espartero, hiszpański generał, polityk, premier Hiszpanii (ur. 1793)
- 1880 – Joshua A. Norton, amerykański samozwańczy cesarz USA i protektor Meksyku (ur. 1811)
- 1884 – Edoardo Arborio Mella, włoski architekt (ur. 1808)
- 1885 – Filip Sulimierski, polski matematyk, geograf, wydawca (ur. 1843)
- 1888:
  - Joseph Laurent Dyckmans, belgijski malarz (ur. 1811)
  - Auguste Maquet, francuski pisarz, historyk (ur. 1813)
- 1891 – Friedrich Pacius, niemiecki kompozytor, dyrygent, pedagog muzyczny (ur. 1809)
- 1896 – Paul Verlaine, francuski poeta (ur. 1844)
- 1898 – Alexandre Dubuque, rosyjski kompozytor, pianista, pedagog (ur. 1812)
- 1900 – Hubert Beckhaus, niemiecki hellenista, latynista, pedagog (ur. 1839)
- 1903 – Ksawery Tatarkiewicz, polski prawnik, adwokat, publicysta (ur. 1848)
- 1905 – Lloyd Lowndes Jr., amerykański polityk (ur. 1845)
- 1907:
  - Tomasz Teofil Kuliński, polski duchowny katolicki, biskup kielecki (ur. 1823)
  - Paul Julius Möbius, niemiecki neurolog (ur. 1853)
- 1911 – Antoni Szandlerowski, polski duchowny katolicki, teolog, pisarz (ur. 1878)
- 1912 – Zenon Słonecki, polski polityk (ur. 1831)
- 1917 – Mary McElroy, amerykańska pierwsza dama (ur. 1841)
- 1918 – Heinrich Buz, niemiecki inżynier, konstruktor, przemysłowiec (ur. 1833)
- 1919:
  - Peter Altenberg, austriacki pisarz (ur. 1859)
  - Zbigniew Fabierkiewicz, polski i rosyjski działacz ruchu robotniczego, publicysta (ur. 1882)
  - Władysław Tarada, polski kapitan piechoty (ur. 1893)
- 1922 – Dimityr Geszow, bułgarski generał piechoty (ur. 1869)
- 1923 – Hendricus Gerardus van de Sande Bakhuyzen, holenderski astronom, wykładowca akademicki (ur. 1838)
- 1925:
  - George Bellows, amerykański malarz, litograf (ur. 1882)
  - Fernand Sanz, francuski kolarz torowy pochodzenia hiszpańskiego (ur. 1881)
- 1927 – Sidney Evans, brytyjski bokser (ur. 1881)
- 1931 – James McKenzie, brytyjski bokser (ur. 1903)
- 1932:
  - Eurozja Fabris Barban, włoska tercjarka franciszkańska, błogosławiona (ur. 1866)
  - William Graham, brytyjski polityk (ur. 1887)
- 1934:
  - Andriej Bieły, rosyjski pisarz, krytyk literacki (ur. 1880)
  - Lewis Seiler, amerykański reżyser filmowy (ur. 1890)
  - Alexandre Stavisky, francuski finansista, hochsztapler pochodzenia żydowskiego (ur. 1886)
- 1939:
  - Charles Alexander Eastman, amerykański lekarz, pisarz, działacz społeczny pochodzenia indiańskiego (ur. 1858)
  - Tomasz Kazecki, polski inżynier leśnik, uczestnik powstania styczniowego (ur. 1844)
  - Alípio de Miranda Ribeiro, brazylijski zoolog (ur. 1874)
  - Frank Stoker, irlandzki tenisista (ur. 1867)
- 1941:
  - Robert Baden-Powell, brytyjski generał, twórca ruchu skautowego (ur. 1857)
  - Victor Dankl, austriacki generał (ur. 1854)
  - Ludwik Piechoczek, polski działacz plebiscytowy, powstaniec śląski, polityk, poseł do Sejmu Śląskiego i na Sejm RP (ur. 1889)
- 1942:
  - Joseph Franklin Rutherford, amerykański prawnik, kaznodzieja, prezes Towarzystwa Strażnica Świadków Jehowy (ur. 1869)
  - Konstantin Woskobojnik, ukraiński inżynier, kolaborant (ur. 1895)
- 1943:
  - Sonia Górzna, żołnierka Związku Odwetu, działaczka ZWZ-AK Okręg Poznań, członkini tzw. grupy Witaszka (ur. 1919)
  - Helena Siekierska, polska harcerka, łączniczka ZWZ-AK (ur. 1920)
  - Franciszek Witaszek, polski lekarz, działacz podziemia antyhitlerowskiego (ur. 1908)
- 1944:
  - Zofia Hajkowicz-Brodzikowska, polska redaktorka, działaczka związkowa, syndykalistyczna i anarchistyczna, uczestniczka podziemia antyhitlerowskiego (ur. 1913)
  - Joseph Jastrow, amerykański psycholog, wykładowca akademicki pochodzenia polsko-żydowskiego (ur. 1863)
  - Jan Ujczak, polski chorąży piechoty (ur. 1898)
- 1947:
  - Henryk Czarnecki, polski aktor, dyrektor teatrów (ur. 1879)
  - Tadeusz Kutrzeba, polski generał dywizji (ur. 1886)
  - Adolf Sieverts, niemiecki chemik, wykładowca akademicki (ur. 1874)
- 1948:
  - Kurt Schwitters, niemiecki malarz, rzeźbiarz, poeta, kompozytor (ur. 1887)
  - Richard Tauber, austriacki śpiewak operowy i operetkowy (tenor), aktor (ur. 1891)
- 1949 – Yoshijirō Umezu, japoński generał (ur. 1882)
- 1950:
  - László Cseh, węgierski piłkarz (ur. 1910)
  - Joseph Schumpeter, austriacki ekonomista (ur. 1883)
  - Andrej Škrábik, słowacki duchowny katolicki, biskup bańskobystrzycki (ur. 1882)
- 1953 – Wołodymyr Bławacki, ukraiński aktor, reżyser teatralny, emigrant (ur. 1900)
- 1954 – Stanisław Zrałek, polski polityk, wojewoda gdański (ur. 1907)
- 1955 – René Araou, francuski rugbysta, medalista olimpijski (ur. 1902)
- 1957 – Gawriił Żukow, radziecki wiceadmirał (ur. 1899)
- 1958:
  - Władysław Brochwicz, polski aktor (ur. 1901)
  - Walter Elliot, brytyjski polityk (ur. 1888)
- 1959:
  - Kazimierz Południowski, polski major dyplomowany piechoty, działacz kulturalny (ur. 1888)
  - Ewald Urban, polski piłkarz (ur. 1913)
- 1961:
  - Yaşar Doğu, turecki zapaśnik (ur. 1913)
  - Stiepan Rubanow, radziecki generał pułkownik lotnictwa (ur. 1901)
- 1962 – Teoklet II, grecki duchowny prawosławny, arcybiskup Aten i całej Grecji (ur. 1890)
- 1964:
  - Stefan Libiszowski, polski ziemianin, polityk, poseł na Sejm RP (ur. 1887)
  - Julius Raab, austriacki polityk, kanclerz Austrii (ur. 1891)
- 1965:
  - Boris Barnet, rosyjski reżyser filmowy (ur. 1902)
  - Zdzisław Lubelski, polski aktor (ur. 1910)
  - Wołodymyr Sosiura, ukraiński pisarz (ur. 1898)
- 1967:
  - Zbigniew Cybulski, polski aktor (ur. 1927)
  - Josef Frank, austriacki architekt (ur. 1885)
  - Nikołaj Ochłopkow, rosyjski aktor, reżyser filmowy (ur. 1900)
- 1969:
  - Sebastian Englert, niemiecki kapucyn, misjonarz, etnolog, językoznawca (ur. 1888)
  - Albert Hill, brytyjski lekkoatleta, średniodystansowiec (ur. 1889)
  - Klemens Matusiak, polski pedagog, porucznik, żołnierz AK (ur. 1881)
- 1970 – Janis Christu, grecki kompozytor (ur. 1926)
- 1971 – Charles Denny, brytyjski kolarz szosowy (ur. 1886)
- 1972:
  - Paweł Gutt, polski sierżant piechoty (ur. 1897)
  - Kenneth Patchen, amerykański prozaik, poeta, malarz (ur. 1911)
  - Wesley Ruggles, amerykański aktor, reżyser i producent filmowy (ur. 1889)
  - Ján Ursíny, czechosłowacki polityk (ur. 1896)
- 1974 – Siergiej Gorochow, radziecki generał major (ur. 1901)
- 1975:
  - Jurij Bażanow, radziecki dowódca wojskowy, marszałek artylerii (ur. 1905)
  - Józef Charyton, polski malarz (ur. 1909)
  - John Dierkes, amerykański aktor (ur. 1905)
  - Adam Ferens, polski nauczyciel, krajoznawca, taternik (ur. 1888)
  - Bohdan Korewicki, polski pisarz, malarz (ur. 1902)
- 1976:
  - Zhou Enlai, chiński polityk, premier Chin (ur. 1898)
  - Pierre Jean Jouve, francuski prozaik, poeta, krytyk literacki (ur. 1887)
  - Max Odoy, niemiecki malarz, grafik i ilustrator książek (ur. 1886)[4]
- 1977 – Adam Wysocki, polski aktor, wokalista Chóru Dana (ur. 1905)
- 1978:
  - Zofia Wierchowicz, polska scenografka, reżyserka teatralna (ur. 1924)
  - Adam Wysocki, polski aktor, wokalista Chóru Dana (ur. 1905)
- 1979:
  - Norman Barrett, brytyjski torakochirurg pochodzenia australijskiego (ur. 1903)
  - Bogdan Ostromęcki, polski pisarz, tłumacz (ur. 1911)
- 1980:
  - Ernesto Çoba, albański duchowny katolicki, biskup, administrator apostolski diecezji szkoderskiej (ur. 1913)
  - John W. Mauchly, amerykański fizyk, informatyk, inżynier, wykładowca akademicki (ur. 1907)
  - Mieczysław Mysona, polski profesor towaroznawstwa (ur. 1905)
  - Tadeusz Strzałka, polski oficer (ur. 1895)
  - Władysław Turowicz, polski inżynier, generał Pakistańskich Sił Powietrznych (ur. 1908)
- 1981 – Aleksandr Kotow, rosyjski szachista (ur. 1913)
- 1982:
  - Feliza Bursztyn, kolumbijska rzeźbiarka pochodzenia polsko-żydowskiego (ur. 1933)
  - Daan de Groot, holenderski kolarz torowy i szosowy (ur. 1933)
  - Stefan Poznański, polski polityk, poseł na Sejm PRL (ur. 1922)
  - Henryk Tomala, polski perkusista rockowy i popowy (ur. 1951)
- 1983:
  - Gerhard Barkhorn, niemiecki generał porucznik lotnictwa, as myśliwski (ur. 1919)
  - Zbigniew Simoniuk, polski działacz opozycji antykomunistycznej (ur. 1949)
  - Witalis Ugrechelidze-Ugorski, polski major, tłumacz pochodzenia gruzińskiego (ur. 1902)
- 1984:
  - Li Soo-nam, południowokoreański piłkarz (ur. 1927)
  - Bohdan Mincer, polski pułkownik kawalerii, historyk wojskowości (ur. 1904)
- 1985:
  - Eva Kelly Bowring, amerykańska polityk (ur. 1892)
  - Jan Dzieślewski, polski malarz, pedagog (ur. 1907)
  - Władimir Maniejew, rosyjski zapaśnik (ur. 1932)
- 1986:
  - Pierre Fournier, francuski wiolonczelista, pedagog (ur. 1906)
  - Stanisław Wyskota Zakrzewski, polski pułkownik kawalerii (ur. 1902)
- 1987 – Bohdan Lachert, polski architekt, wykładowca akademicki (ur. 1900)
- 1988:
  - Einar Gjerstad, szwedzki archeolog (ur. 1897)
  - Andriej Mielnikow, radziecki żołnierz (ur. 1968)
  - Nikołaj Siergiejew, rosyjski aktor (ur. 1894)
  - Karol Wagner-Pieńkowski, polski dziennikarz radiowy (ur. 1909)
- 1989:
  - Torsten Johansson, szwedzki piłkarz (ur. 1906)
  - Kenneth McMillan, amerykański aktor (ur. 1932)
  - Frank Sullivan, kanadyjski hokeista (ur. 1898)
- 1990:
  - Adam Michel, polski piłkarz (ur. 1936)
  - Terry-Thomas, brytyjski aktor komediowy (ur. 1911)
- 1991 – Steve Clark, brytyjski gitarzysta, członek zespołu Def Leppard (ur. 1960)
- 1992:
  - Anthony Dawson, szkocki aktor (ur. 1916)
  - Zoja Woskriessienska, radziecka oficer wywiadu, pisarka (ur. 1907)
- 1993:
  - Hans Bertram(inne języki), niemiecki reżyser filmowy (ur. 1906)
  - Miron Kołakowski, polski adwokat, działacz katolicki, polityk, poseł na Sejm PRL (ur. 1911)
  - Franciszek Kuźnicki, polski geodeta, gleboznawca, wykładowca akademicki (ur. 1906)
- 1994:
  - Pat Buttram, amerykański aktor (ur. 1915)
  - René Faye, francuski kolarz szosowy i torowy (ur. 1923)
  - Harry Boye Karlsen, norweski piłkarz (ur. 1920)
  - Ruth Osburn, amerykańska lekkoatletka, dyskobolka (ur. 1912)
  - Jan Pyjor, polski aktor (ur. 1935)
- 1995:
  - Carlos Monzón, argentyński bokser (ur. 1942)
  - Robert Vintousky, francuski lekkoatleta, tyczkarz (ur. 1902)
- 1996:
  - John C. Booth, amerykański działacz religijny, członek Ciała Kierowniczego Świadków Jehowy (ur. 1903)
  - Teobaldo Depetrini, włoski piłkarz (ur. 1914)
  - Michiya Mihashi, japoński piosenkarz (ur. 1930)
  - François Mitterrand, francuski polityk, prezydent Francji (ur. 1916)
  - Józef Russek, polski lekkoatleta, długodystansowiec, działacz sportowy (ur. 1923)
  - Olgierd Szerląg, polski malarz, twórca mozaik, projektant mebli, wystrojów wnętrz, neonów i odznak (ur. 1920)
- 1997 – Melvin Calvin, amerykański fizykochemik, wykładowca akademicki, laureat Nagrody Nobla (ur. 1911)
- 1998:
  - Marie-Madeleine Dienesch, francuska nauczycielka, dyplomatka, polityk (ur. 1914)
  - Michael Tippett, brytyjski kompozytor, dyrygent (ur. 1905)
- 1999:
  - Rudolf Irmler, niemiecki pastor, pisarz (ur. 1907)
  - Tadeusz Nawrocki, polski nauczyciel, działacz społeczny, polityk, poseł Sejm Ustawodawczy (ur. 1910)
  - Lusjena Owczinnikowa, rosyjska aktorka (ur. 1931)
  - Peter Seeberg, duński pisarz (ur. 1925)
  - Zofia Zakrzewska, polska harcmistrzyni, naczelnik ZHP (ur. 1916)
- 2000:
  - Henry Eriksson, szwedzki lekkoatleta, średniodystansowiec (ur. 1920)
  - Ray Huang, chiński historyk emigracyjny (ur. 1918)
  - Tadeusz Lalik, polski historyk, mediewista, wykładowca akademicki (ur. 1928)
  - Bogdan Masłowski, polski lekkoatleta, młociarz (ur. 1920)
  - Stefan Sawow, bułgarski tłumacz, polityk (ur. 1924)
  - Fritz Thiedemann, niemiecki jeździec sportowy (ur. 1918)
- 2001:
  - Leokadia Halicka-Warman, polska aktorka, tancerka (ur. 1914)
  - Marian Wyka, polski polityk, poseł na Sejm PRL (ur. 1923)
  - Antoni Zydroń, polski malarz, rzeźbiarz, pedagog (ur. 1936)
- 2002:
  - David McWilliams, brytyjski piosenkarz, gitarzysta, kompozytor, autor tekstów piosenek (ur. 1945)
  - Aleksandr Prochorow, rosyjski fizyk, wykładowca akademicki, laureat Nagrody Nobla (ur. 1916)
  - Viggo Widerøe, norweski pilot, polarnik, przedsiębiorca (ur. 1904)
- 2003 – Bogusława Czajecka, polska historyk, archiwistka (ur. 1938)
- 2004:
  - Delfín Benítez, paragwajski piłkarz, trener (ur. 1910)
  - Helena Góralska, polska ekonomistka, polityk, poseł na Sejm RP (ur. 1947)
  - Tom Kindness, amerykański polityk (ur. 1929)
- 2005:
  - Jacqueline Joubert, francuska spikerka telewizyjna (ur. 1921)
  - Suvad Katana, bośniacki piłkarz (ur. 1969)
  - Song Renqiong, chiński generał, działacz komunistyczny (ur. 1909)
  - Yacoub Denha Scher, iracki duchowny katolicki obrządku chaldejskiego, arcybiskup Arbeli (ur. 1934)
  - Friedrich Kuhn, niemiecki bobsleista (ur. 1919)
- 2006:
  - Elson Becerra, kolumbijski piłkarz (ur. 1978)
  - Georg Wilhelm von Hannover, tytularny książę Brunszwik-Lüneburg (ur. 1915)
- 2007:
  - Francis Cockfield, brytyjski arystokrata, polityk (ur. 1916)
  - Gloria Connors, amerykańska tenisistka (ur. 1924)
  - Yvonne De Carlo, kanadyjska aktorka (ur. 1922)
  - Alojzy Mol, polski montażysta filmów animowanych (ur. 1924)
  - Jelena Pietuszkowa, rosyjska jeźdźczyni sportowa (ur. 1940)
  - Iwao Takamoto, amerykański reżyser filmów animowanych pochodzenia japońskiego (ur. 1925)
  - Zbigniew Węglarz, polski komandor (ur. 1914)
- 2008:
  - D.M. Dassanayake, lankijski polityk (ur. 1953)
  - Mosze Lewi, izraelski generał (ur. 1936)
  - Napoleon Mitraszewski, polski pisarz (ur. 1918)
  - Jadwiga Żukowska, polska reżyserka filmów dokumentalnych (ur. 1926)
- 2009:
  - Clarence Felician Chinniah, lankijski dyplomata (ur. 1951)
  - Ziemowit Fedecki, polski slawista, tłumacz (ur. 1923)
  - Don Galloway, amerykański aktor (ur. 1937)
  - Andrzej Kiełpiński, polski pisarz, publicysta (ur. 1922)
  - Włodzimierz Mirowski, polski socjolog (ur. 1927)
  - Richard John Neuhaus, amerykański duchowny katolicki, publicysta, filozof polityki (ur. 1936)
  - Jerzy Odsterczyl, polski piłkarz (ur. 1944)
  - Zbigniew Podlecki, polski żużlowiec (ur. 1940)
  - Lasantha Wickrematunga, lankijski dziennikarz, prawnik, polityk (ur. 1958)
- 2010:
  - Tony Halme, fiński zapaśnik, zawodnik MMA, polityk (ur. 1963)
  - Stanisław Szwarc-Bronikowski, polski publicysta, podróżnik, autor filmów dokumentalnych (ur. 1917)
  - Marian Terlecki, polski reżyser, producent telewizyjny i filmowy (ur. 1954)
- 2011:
  - Willi Dansgaard, duński paleoklimatolog (ur. 1922)
  - Jiří Dienstbier, czeski dziennikarz, dysydent, polityk (ur. 1937)
  - Oleg Grabar, amerykański historyk sztuki i archeolog (ur. 1929)
  - Šimon Ondruš, słowacki językoznawca (ur. 1924)
  - Thorbjørn Svenssen, norweski piłkarz (ur. 1924)
- 2012 – Hans-Lothar Fauth, niemiecki działacz społeczny (ur. 1928)
- 2013:
  - Janusz Mączka, polski wspinacz (ur. 1949)
  - Cornel Pavlovici, rumuński piłkarz (ur. 1943)
- 2014:
  - Charles Casali, szwajcarski piłkarz (ur. 1923)
  - Maciej Dunal, polski wokalista i aktor musicalowy (ur. 1953)
  - Barbara Niemiec, polska filolog, działaczka opozycyjna i polityczna, dziennikarka (ur. 1943)
- 2015:
  - Edmund Bałuka, polski działacz opozycji antykomunistycznej (ur. 1933)
  - Andraé Crouch, amerykański pastor, wokalista gospel, kompozytor, aranżer, producent muzyczny (ur. 1942)
  - Richard Meade, brytyjski jeździec sportowy (ur. 1938)
  - Krystyna Nepomucka, polska pisarka (ur. 1920)
  - Jerzy Rakowski, polski generał brygady pilot (ur. 1932)
- 2016:
  - Teresa Dobielińska-Eliszewska, polska onkolog, polityk, poseł na Sejm RRL, wicemarszałek Sejmu kontraktowego (ur. 1941)
  - Maria Teresa de Filippis, włoska kierowca wyścigowy (ur. 1926)
  - Carlos Milcíades Villalba Aquino, paragwajski duchowny katolicki, biskup San Juan Bautista de las Misiones (ur. 1924)
- 2017:
  - Nicolai Gedda, szwedzki śpiewak operowy (tenor) (ur. 1925)
  - James Mancham, seszelski prawnik, polityk, prezydent Seszeli (ur. 1939)
  - Ali Akbar Haszemi Rafsandżani, irański polityk, prezydent Iranu (ur. 1934)
- 2018:
  - Hans Aabech, duński piłkarz (ur. 1948)
  - Salvador Borrego, meksykański pisarz, dziennikarz, publicysta, propagator teorii spiskowych (ur. 1915)
  - Juan Carlos García, honduraski piłkarz (ur. 1988)
  - Antonio Munguía, meksykański piłkarz (ur. 1942)
  - Marek Pawłowski, polski kierowca, pilot i sędzia rajdowy, działacz motoryzacyjny (ur. 1949)
  - Donnelly Rhodes, kanadyjski aktor (ur. 1937)
  - George Maxwell Richards, trynidadzko-tobagijski polityk, prezydent Trynidadu i Tobago (ur. 1931)
  - Wojciech Rydz, polski szermierz, trener (ur. 1932)
  - Krystyna Tittenbrun, polska informatolog, publicystka (ur. 1930)
- 2019:
  - José Belvino do Nascimento, brazylijski duchowny katolicki, biskup Divinópolis (ur. 1932)
  - Antal Bolvári, węgierski piłkarz wodny (ur. 1932)
  - Armando Bortolaso, włoski duchowny katolicki, biskup, wikariusz apostolski Aleppo (ur. 1926)
  - Elżbieta Ziółkowska, polska piosenkarka (ur. 1939)
  - Georg Zur, niemiecki duchowny katolicki, arcybiskup, nuncjusz apostolski (ur. 1930)
- 2020:
  - Edd Byrnes, amerykański aktor (ur. 1933)
  - Buck Henry, amerykański aktor, reżyser i scenarzysta filmowy, pisarz (ur. 1930)
  - Roman Matoušek, czeski żużlowiec (ur. 1964)
  - Geri Nasarski, niemiecka dziennikarka (ur. 1944)
  - Pilar, hiszpańska arystokratka, księżna Badajoz (ur. 1936)
- 2021:
  - Cástor Oswaldo Azuaje Pérez, wenezuelski duchowny katolicki, biskup Trujillo (ur. 1951)
  - Steve Carver, amerykański reżyser i producent filmowy (ur. 1945)
  - Květa Eretová, czeska szachistka (ur. 1926)
  - Werner Klumpp, niemiecki prawnik, polityk (ur. 1928)
  - Andrzej Kwaliński, polski urzędnik państwowy, Główny Inspektor Pracy (ur. 1954)
  - Bill Nankeville, brytyjski lekkoatleta, średniodystansowiec (ur. 1925)
  - Ivo Niederle, czeski aktor (ur. 1929)
  - Wojciech Przybylski, polski piłkarz, trener, działacz sportowy i polityczny (ur. 1939)
  - Roman Staniewski, polski geodeta, żołnierz Armii Krajowej, uczestnik powstania warszawskiego (ur. 1923)
  - Marian Treliński, polski bokser (ur. 1940)
- 2022:
  - Aleksander Berlin, polski reżyser teatralny, tłumacz (ur. 1934)
  - Ryszard Fórmanek, polski fotograf, fotoreporter, instruktor fotografii i filmu (ur. 1940)
  - Przemysław Gąsiorowicz, polski aktor (ur. 1978)
  - Attila Kelemen, rumuński lekarz weterynarii, polityk, eurodeputowany (ur. 1948)
  - Wiktor Mazin, kazachski sztangista (ur. 1954)
  - John Rambo, amerykański lekkoatleta, skoczek wzwyż (ur. 1943)
  - Nina Roczewa, rosyjska biegaczka narciarska (ur. 1948)
- 2023:
  - Gundars Bērziņš, łotewski rolnik, inżynier, polityk, minister finansów, minister zdrowia (ur. 1959)
  - Bogdan Ciesielski, polski muzyk jazzowy, multiinstrumentalista, aranżer, kompozytor (ur. 1946)
  - Roberto Dinamite, brazylijski piłkarz, polityk (ur. 1954)
  - Władysław Kaim, polski bokser (ur. 1939)
  - Ray Middleton, brytyjski lekkoatleta, chodziarz (ur. 1936)
  - Luis Gabriel Ramírez Díaz, kolumbijski duchowny katolicki, biskup El Banco i Ocaña (ur. 1965)
  - Gieorgij Szajduko, rosyjski żeglarz sportowy (ur. 1962)
- 2024:
  - Carl-Erik Asplund, szwedzki łyżwiarz szybki (ur. 1923)
  - François Janssens, belgijski piłkarz (ur. 1945)
  - Salezy Józef Kafel, polski duchowny katolicki, kapucyn, teolog, tłumacz, wydawca (ur. 1934)
  - Alexio Churu Muchabaiwa, zimbabwejski duchowny katolicki, biskup Mutare (ur. 1939)
  - Ventura Pons, hiszpański reżyser filmowy i teatralny (ur. 1945)
  - Gianfranco Reverberi, włoski kompozytor (ur. 1934)
  - Bohdan Szerszun, ukraiński piłkarz (ur. 1981)
- 2025:
  - Fabio Cudicini, włoski piłkarz (ur. 1935)
  - Kazimierz Czapliński, polski inżynier budownictwa, profesor nauk technicznych, prezes Klubu Inteligencji Katolickiej (KIK) (ur. 1926)
  - Erita Filipek, polska okulistka (ur. 1960)
  - Edmund Skalski, polski duchowny katolicki, teolog (ur. 1954)